# Blender
Blender és un programari lliure i gratuït dedicat a l'edició tridimensional sota llicència GNU GPL. És multiplataforma, empra OpenGL i Vulkan per a la interfície gràfica i està escrit en C, C++ i Python. És desenvolupat per la Fundació Blender i una àmplia comunitat de voluntaris. Inclou eines per al modelatge en 3D; l'edició i la texturització de materials; la il·luminació i el render; l'animació d'objectes i personatges; els efectes visuals, la composició per nodes, la simulació de fluids i partícules; eines 2D en l'espai 3D gràcies a Grease Pencil a més de funcionalitats complementàries com la captura de moviments, l'edició no lineal de vídeo o la impressió 3D.

## Característiques
És un programari que per la seva naturalesa és gràficament exigent i demanda un adequat maquinari. Amb una mida d'origen molt petita, entre 10 i 20 MB en les versions del 2013 i entre 200 i 300 MB en les versions del 2021, havent-hi variacions en funció del sistema operatiu. És compatible per a Microsoft Windows, Linux i Mac OS X. És considerat com la navalla suïssa del programari 3D per la gran quantitat de tasques que permet realitzar. Difícil de dominar, disposa d'una corba d'aprenentatge empinada, encara que s'hagi treballat amb altres programes d'animació i modelatge. Sovint és comparat com una alternativa gratuïta a Maya, Cinema 4D o 3DS Max.
S'empra a bastament en el modelatge orgànic i en les animacions i en menor mesura en el modelatge de superfícies dures. Tot i això, es fa servir en arquitectura, especialment per a tasques de renderitzat. També s'usa per a la impressió 3D, podent-se exportar els prototips per al tallador (slicer) en els formats STL o OBJ. S'ha emprat per a finalitats lúdiques i empresarials en la creació de gràfics, models 3D, videojocs, curtmetratges, llargmetratges i realitat virtual; amb finalitats educatives i científiques en camps com la física, la química, la biologia o la informàtica. Microsoft ha generat models sintètics en 3D i imatges d'humans que es poden utilitzar per entrenar models d'intel·ligència artificial.
Gràcies a una gran quantitat de connectors, Blender pot suplir deficiències, Sverchok aporta la possibilitat del modelatge paramètric; BlenderBIM que fou introduït el 2019 i estant en desenvolupament, ja permet el modelatge d'informació de construcció. Alguns connectors estan sota llicències de caràcter propietari i poden tenir un cost.
Tant el programari com noves eines adjacents estan en constant evolució. El flux de treball està variant molt des de la introducció del projecte Everything Nodes. Blender Institute publicà Attract i Flamenco el juliol de 2017. Attract és un programari de seguiment de producció, per conèixer el progrés d'un projecte conjunt. Cada tasca pot ser assignada a un responsable i un temps determinat d'entrega. Flamenco és un render farm utilitzat per l'estudi en les seves produccions.

## Història

### Orígens
Ton Roosendaal fundà l'estudi d'animació holandès NeoGeo entre 1988 i 1989. Traces fou el precedent de Blender, escrit en GFA Basic per Ton Roosendaal i Frank Van Beek en un Amiga 2000. Va ser desenvolupat per NeoGeo com una aplicació per a ús intern. En aquell temps la base del negoci eren les imatges 2D i Traces era considerat com un passatemps. L'any 1992 l'estudi va fer un showreel anomenat NeoGeo Blender per a promocionar-se; escollint la cançó Blender de l'àlbum Baby del grup suís Yello. El 2 de gener de 1994 es llançà oficialment la primera versió de Blender. Ton Roosendaal va recuperar una antiga còpia de seguretat de la seva estació de treball SGI Indigo2 en desenvolupament als estudis d'animació de NeoGeo. Fins a l'1 de gener de 1998, Blender va ser llançat en línia com a programari lliure SGI. Quan NeoGeo es va dissoldre, els seus contractes de client van ser assumits per una altra empresa.
Ton Roosendaal i Frank Van Beek fundaren l'empresa "Not a Number Technologies" (NaN). El gener de 1998, Blender va ser llançat públicament en línia com SGI freemium, requeria claus del producte per a accedir a algunes de les característiques més avançades. L'empresa va fer fallida a principis del 2002 coincidint amb el final de la bombolla puntcom. Els creditors van decidir oferir Blender com a producte de codi font obert i gratuït sota els termes de la llicència GNU GPL a canvi de 100.000 €. El març de 2002, Roosendaal creà sense ànim de lucre la Fundació Blender per a recollir donacions; el 7 de setembre s'anuncià la recaptació com reeixida (hi participaren també antics treballadors de NaN) i el codi font es va fer públic el 13 d'octubre de 2002.

### Èxit

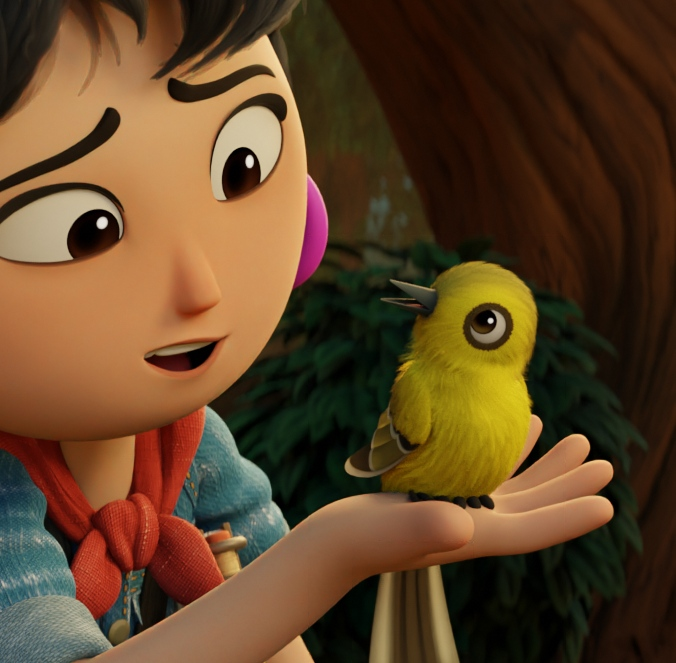
Sprite Fright, el curt més ambiciós produït per Blender fins aquell moment, fou estrenat a Amsterdam el 28 d'octubre de 2021.

Des del seu alliberament, s'han esdevingut: continuades actualitzacions; gran millora de l'API de Python; el disseny de la interfície s'ha millorat a les versions 2.57 i 2.80; suport per al motor YafRay, posteriorment substituït per Cycles; àmplia i diària comunitat de desenvolupadors i artistes gràfics i millores de les eines integrades. Es va utilitzar com una de les eines d'animació per a la pel·lícula Spider-Man 2 (2004).
Gràcies a una enginyosa campanya de promoció, Ton Rossendal va produir la primera Open Movie. Va oferir i vendre per anticipat el DVD del curtmetratge Elephants Dream (2006). De la mateixa manera, tots els arxius del projecte, així com algun material extra estaria inclòs en el DVD. Fou un èxit, cobrint en part les despeses d'un equip internacional dirigit per Bassam Kurdali i mostrant que Blender havia evolucionat prou i era un candidat ferm per a l'animació. El 2007 es va crear el Blender Institute spin-off que ara acull la Fundació, que s'ha convertit en la base per al desenvolupament continuat del programari i de projectes creatius. Els curtmetratges que s'hi produeixen posen de manifest a Blender les necessitats dels artistes per a fer els seus treballs. El curtmetratge titulat Tears of Steel (2012), es va produir per a desenvolupar el conjunt d'eines VFX que posteriorment foren portades a la versió 2.64. Posteriorment Blender fou emprat de manera sistemàtica en projectes comercials com Ozzy (2016), Next Gen (2018), Evangelion (2019) o I Lost My Body (2019), un film distribuït per Netflix que fou nominat als Oscars.
Per a donar un millor suport a les corporacions i indústries s'implementaren les distribucions LTS. D'aquesta manera es dona un producte estable que si bé no rep millores, corregeix els errors de la versió durant un període de dos anys. La primera versió que va rebre aquesta característica va ser la 2.83, llançada el juny del 2020. Un any després, el juny del 2021, Blender va signar un acord amb Canonical perquè oferís suport empresarial per a les versions LTS. D'aquesta manera Canonical passava a oferir suport tècnic integral per a equips i estudis tant si treballaven en sistemes operatius Linux com MacOS o Windows. Es pot dir que Canonical es convertia en un proveïdor oficial de suport, explicitant les tarifes a la pàgina oficial d'Ubuntu.
Des del 2019 un gran nombre d'empreses al voltant de la tecnologia i la informàtica es varen anar sumant a la Blender Development Fund. Algunes de les més destacades foren: Epic Games (2019), Ubisoft (2019), AMD (2019), NVIDIA (2019), Microsoft (2020), Unity Technologies (2020), Facebook (2020), Amazon Web Services (2020), Adobe (2021) o Apple (2021). Els ingressos eren de 958.281 euros l'any 2019 i d'1.376.076 d'euros l'any 2020 permetien a Blender disposar de 20 treballadors a jornada completa i rebre actualitzacions i novetats de manera molt més ràpida.

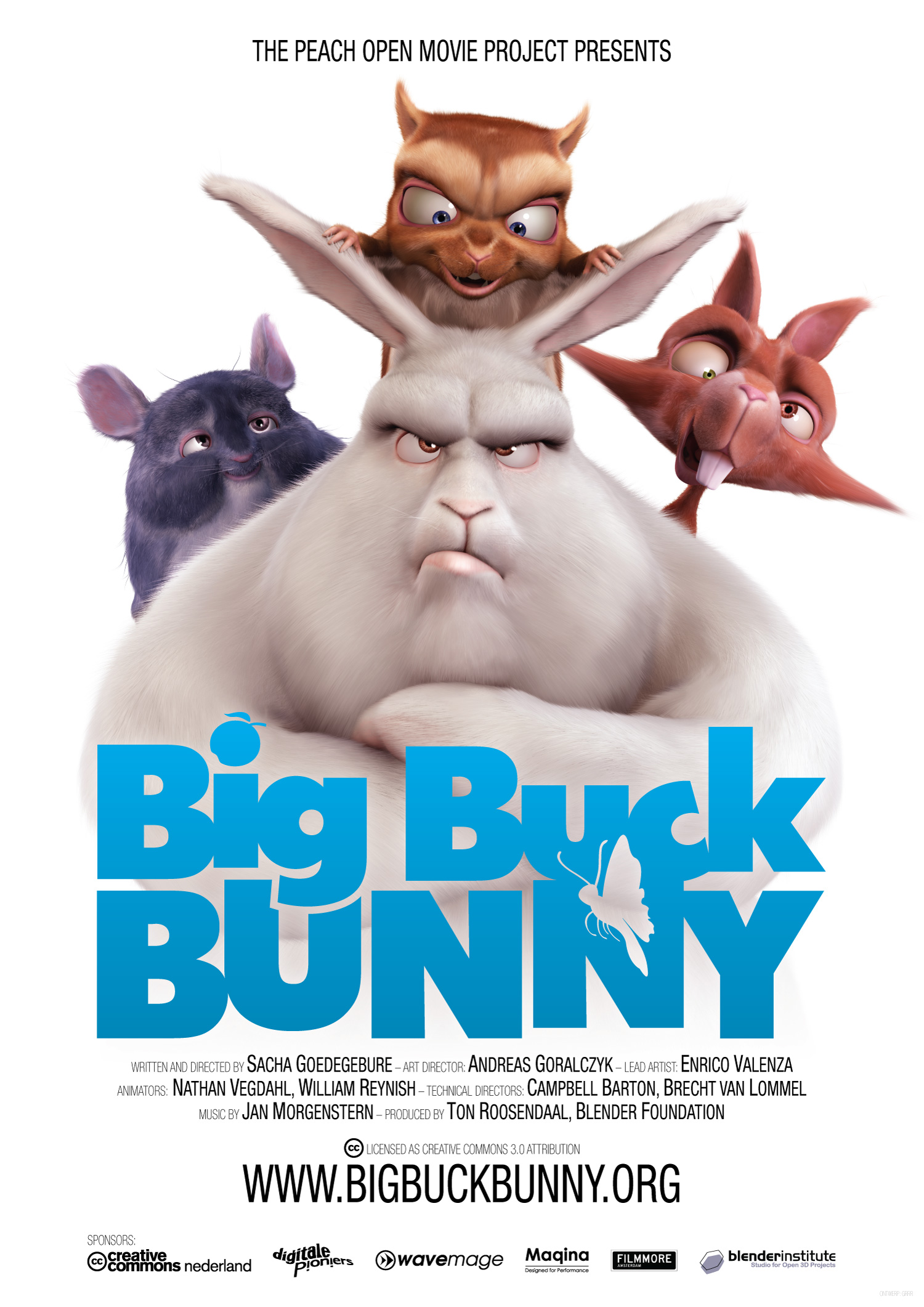
Cartell Big Buck Bunny (2008)

### Big Buck Bunny/ Peach Project
Big Buck Bunny, inicialment titulada Peach Project, és la segona animació produïda per la Fundació Blender. Dirigida i escrita per Sacha Goedegebure i produïda per Ton Rosendaal. A diferència de la primera animació de la Fundació Blender, aquesta era còmica com bé es va prometre. Tanmateix, es volien mostrar les capacitats del Blender. Gràcies a donacions i la venda anticipada del DVD, es va poder llançar sota la llicència Creative Commons Atribució 3.0.
Es disposava d'un pressupost de €150.000 i va tenir una durada final de 10 minuts.

### Llançaments
| Versió   | llançament    | Comentaris | Darrer llançament menor |
| -------- | ------------- | --- | ----------------------- |
| 1.00     | 2-01-1994     | Llançament oficial de la primera versió de Blender. |                         |
| 1.23     | Gener 1998    | Versió per a SGI (IrisGL) publicada a la web. |                         |
| 1.30     | Abril 1998    | Les versions per a GNU/Linux i FreeBSD, són portades a OpenGL i a X11. |                         |
| 1.4x     | Setembre 1998 | Les versions per a Sun i Linux DEC Alpha publicades. |                         |
| 1.50     | Novembre 1998 | Primer manual publicat. |                         |
| 1.60     | Abril 1999    | C-key (noves característiques necessiten ser desbloquejades, $95), la versió de Windows fou llançada. |                         |
| 1.6x     | Juny 1999     | Llançament per a BeOS i PowerPC. |                         |
| 1.80     | Juny 2000     | Finalització de la C-key. Blender esdevé altre cop programari gratuït. |                         |
| 2.00     | Agost 2000    | Fou afegit el motor de videojocs de Blender, desenvolupat per Erwin Coumans i Gino van den Bergen. |                         |
| 2.03     | 2000          | La guia oficial del Blender 2.0 fou publicada el 18 de gener del 2001, s'incloïa un CD. |                         |
| 2.10     | Desembre 2000 | El motor de joc fou reescrit completament. Se simulaven les forces i la fricció d'una manera molt més similar a la física de la vida real. Se simplificà el treball amb Python. Aleshores hi havia més de 250.000 usuaris registrats a la pàgina web de Blender. |                         |
| 2.12     | 22-03-2001    | Millores en el motor de joc i en la creació de scripts en Python. El llançament oficial fou a la Game Developer's Conference portada a terme entre el 22 i el 24 de març, però des del 16 de març es podia descarregar des de la pàgina de Blender. |                         |
| 2.20     | Agost 2001    | Sistema d'animació de personatges. |                         |
| 2.21     | Octubre 2001  | Llançament de Blender Publisher. Versió especial del Blender Creator amb característiques addicionals com compressió, bloqueig, signatura i generació de temps d'execució. |                         |
| 2.2x     | Desembre 2001 | Versió per a Mac. |                         |
| 2.25     | 13-10-2002    | Llançament gratuït de Blender Publisher. Es va llançar la documentació de l'API de Python per a la versió prèmium 2.25. Blender ja l'utilitzava per gestionar les crides de la interfície a les seves estructures de dades de nivell C. |                         |
| 2.26     | 10-02-2003    | Primera versió de Blender des que és de codi obert. |                         |
| 2.27     | 23-07-2003    | S'afegeix suport per a la traducció de la interfície a diferents idiomes, la traducció dels menús i per als caràcters no llatins. |                         |
| 2.28c    | 24-09-2003    | Fou el primer llançament important després que fos llançat sota llicència GPL. Noves característiques com la seqüenciació d'àudio i millores en el motor Python. |                         |
| 2.30     | 30-10-2003    | Redisseny de la interfície d'usuari del Blender, l'eina ganivet, desfer en malla, entre altres novetats i correccions. |                         |
| 2.31a    | 2-12-2003     | Nou fitxer d'inici predeterminat, superfícies de subdivisió de malla. |                         |
| 2.32     | 1-02-2004     | Millores en el render, displacement mapping, suport per a YafRay. |                         |
| 2.33a    | 13-05-2004    | Es van restaurar funcionalitats del Blender, com el motor de joc 2.25. |                         |
| 2.34     | 5-08-2004     | Versió llançada abans de la conferència SIGGRAPH 2004. Aporta novetats per a les partícules que ara poden actuar com a camps de força, vòrtex o desviació; mapes LSCM-UV-Unwrapping avançats; nous controls "Ramp" permeten definir el comportament dels colors de manera molt més realista. |                         |
| 2.35     | 18-11-2004    | Millores a Object hooks, curve deform, taper curves, particle duplicators entre d'altres. |                         |
| 2.36     | 22-12-2002    | Correcció d'errors. Addició de suport per a normal mapping. |                         |
| 2.37     | 31-05-2005    | Nou sistema per a la simulació de superfícies elàstiques (Soft Body). Millores en el sistema per a la subdivisió de superfícies, aportant rapidesa. Noves opcions en el sistema de transformacions que rep més flexibilitat. El codi clau a la biblioteca de física (SUMO) passa a ser de codi obert, gràcies a això el motor de joc, Blender Game Engine, esdevé funcional. |                         |
| 2.40     | 22-12-2005    | S'ha millorat el sistema i les animacions dels personatges. Es va afegir un simulador de fluids i millora de l'edició i renderització dels cabells. |                         |
| 2.41     | 25-01-2006    | Millores del motor de joc que rep noves característiques com ara shaders GLSL o mapatge UV millorat. En Python, destaca la millora de l'API, s'hi ha afegit un pinzell d'escultura entre d'altres. |                         |
| 2.42     | 14-07-2006    | El curtmetratge Elephants Dream comporta a un alt desenvolupament del programari. Es va renovar el procés per a la renderització alhora que es va implementar el sistema de nodes tant per a materials com en el Compositor. |                         |
| 2.43     | 16-02-2007    | S'afegeix el modelatge en escultura mitjançant pinzells. Millores en la malla com l'addició de l'eina retopo. |                         |
| 2.46     | 19-05-2008    | Les necessitats del curtmetratge Big Buck Bunny, comporten que Blender obtingui la capacitat de produir pell d'animal i herba de manera ràpida i eficient. |                         |
| 2.48     | 14-10-2008    | A causa del desenvolupament del videojoc Yo Frankie!, el motor de joc va rebre importants millores. |                         |
| 2.49     | 13-06-2009    | Nou gestor de finestres i fitxers, nova interfície, nova API per a Python i nou sistema d'animació. |                         |
| 2.50     | 24-11-2009    | Representa un canvi major respecte de l'anterior. Seguint l'estratègia iniciada a la versió 2.25, Python esdevenia una peça clau per al desenvolupament del programari. Totes les accions de la interfície d'usuari quedaven enllaçades a una funció Python, i l'usuari hi podia accedir des de consoles i scripts. Permeten als usuaris esdevenir desenvolupadors de manera senzilla. S'alliberà com a versió inestable. |                         |
| 2.57     | 13-05-2011    | Nova interfície gràfica d'usuari, noves dreceres de teclat personalitzables i canvis d'arquitectura interna. Nou mètode per estendre funcionalitats a través de scripts de Python; aquests es distribueixen i s'emmagatzemen com a «Add-ons». |                         |
| 2.58     | 22-06-2011    | Noves característiques, com ara l'addició del modificador de warp per a reorganitzar parts de la malla. Captures de render baking més ràpides i millores en l'escultura. |                         |
| 2.58a    | 4-07-2011     | Correccions d'errors, incorporació de petites extensions a la interfície gràfica d'usuari i a la interfície de programació d'aplicacions Python. |                         |
| 2.59     | 13-08-2011    | Inclou el suport avançat per a la navegació 3D amb el ratolí, amb el mode vol. Redisseny del mapatge de tecles, quan l'esquema s'actualitza upstream a una nova versió de Blender, s'obtenen tots els canvis excepte els que s'han personalitzat. |                         |
| 2.60     | 19-10-2011    | Nova eina per la captura i traspàs d'una animació d'un personatge a un altre. Possibilitat d'afegir altaveus a l'escena i barrejar el so que emeten a l'àudio final. Millores al sistema d'animació entre d'altres, algunes provinents directament del Google Summer of Code. |                         |
| 2.61     | 14-12-2011    | Al costat de Blender Internal es va afegir un nou motor de render anomenat Cycles, el desenvolupador principal fou Brecht van Lommel. Nova eina de captura de moviments (motion tracking) per reconstruir l'animació de la càmera a partir d'imatges reals, entre altres novetats. |                         |
| 2.62     | 16-02-2012    | Cycles inclou la renderització per capes i per passos, s'inclou la capacitat de renderitzar mitjançant GPU. S'afegeix al motion tracking, la capacitat de seguir i transformar els objectes dins l'escena. La inclusió de la llibreria Carve comporta la millora en les interseccions booleanes. Es van afegir noves eines de mapatge UV molt millors i més ràpides. S'afegeix el modificador Remesh per convertir una malla a quads uniformes. |                         |
| 2.63     | 27-05-2012    | Nou sistema de malles poligonals anomenat B-Mesh que permetia: crear polígons amb el número de vèrtex desitjat; dissoldre vèrtex, arestes i cares sense deixar forats; una eina d'inserció per inserir cares i l'eina Knife que treia rendiment dels polígons amb n-costats per a crear talls nets. Per altra banda, Cycles rebia suport per a càmeres panoràmiques. |                         |
| 2.64     | 3-10-2012     | Es milloren els efectes especials: la captura de moviments (motion tracking); els cromes i es van afegir màscares a l'editor de vídeos. |                         |
| 2.65     | 10-12-2012    | Es va implementar la simulació del foc, alhora que es millorava la simulació del fum. Es va renovar el motor de render Cycles, amb el suport per a Open Shading Language i el desenfocament de moviment. |                         |
| 2.66     | 21-02-2013    | S'implementa la simulació de cossos rígids, permeten que qualsevol objecte giri, xoqui, reboti o es destrossi com ho faria en el món real. Aquesta característica només estava disponible al motor del joc, des d'aquesta versió també a l'editor i al sistema d'animació. S'implementa la topologia dinàmica en el mode escultura, la malla adquireix subdivisions de manera automàtica quan ho requereix. Cycles rep la capacitat de renderitzar cabell. |                         |
| 2.67     | 30-05-2013    | Es va introduir Freestyle com a un nou motor de render no realista. També s'afegia un complement que incloïa un conjunt d'eines per a analitzar les malles, poder identificar possibles problemes i després passar els propis models al món real mitjançant impressores 3D. |                         |
| 2.68     | 18-07-2013    | Es van afegir i millorar moltes eines de modelatge de malla; com ara l'eina Bridge, que donava la possibilitat d'unir mitjançant malla dos polígons amb nombres diferents de vèrtexs. Actualitzacions al sistema de física; es va millorar la qualitat de la representació del fum per a reduir el bloqueig. Altres millores com el seguidor de moviment Motion Tracker i en el renderitzador Cycles. |                         |
| 2.69     | 31-10-2013    | Es va afegir la importació FBX al paquet 3D de codi obert, superant problemes de llicències amb Autodesk. La captura de moviments (motion traking) admetia el seguiment de plans, comportant poder substituir cartells en l'edició de vídeos. Es va millorar l'ombreig del cabell a Cycles. |                         |
| 2.70     | 19-03-2014    | Petites millores a la interfície, més senzilla d’emprar. Suport inicial per a la representació de volums a Cycles. Nous modificadors en el modelatge com Laplacian Deform per a la col·locació de malles. |                         |
| 2.71     | 26-06-2014    | El motor de render de Cycles, rep suport per a l'optimització de textures (baking), desenfocament del moviment de deformació (motion blur) i renderitza foc i fum. Millores en les eines d'animació, d'escultura i pintura, com el suport per a HSL (Hue, Saturation, Lightness), basat en el cercle cromàtic. |                         |
| 2.72     | 4-10-2014     | Els renders volumètrics bàsics i els de dispersió subsuperficial, en anglès Subsurface Scattering (SSS), es poden realitzar per GPU. Introducció dels Pie Menus. Incorporació a Cycles de Freestyle. Es llançaren dues versions menors que corregien bugs, la 2.72a i la 2.72b. |                         |
| 2.73     | 8-01-2015     | Grease Pencil va rebre la capacitat d'editar i animar traços. S'afegeix la possibilitat que el frame actiu esdevingui el teló de fons del seqüenciador. La interfície d'usuari rep un nou mode de pantalla completa. Altres millores varen recaure sobre: l'eina Knife, Freestyle va obtenir un exportador SVG o el suport per a l'entrada de text xinès i japonès. |                         |
| 2.74     | 31-03-2015    | Diverses millores al motor de Cycles, entre les quals destaca el traçat de raigs Bounding Volume Hierarchy que permet més precisió i reducció del soroll. Noves opcions de composició al viewport que afegeixen suport al Ambient Occlusion i profunditat de camp (DoF) a la vista 3D. Millores en la simulació del cabell, a Grease Pencil entre d'altres. |                         |
| 2.75a    | 1-07-2015     | Blender assolia capacitat íntegra d'elaborar imatges 3D estereoscòpiques. Cycles rebia un suport important per a les GPU d'AMD, gràcies a desenvolupadors de la mateixa AMD. Es millorava el render de Cycles perquè disminuís el soroll i el temps de renderitzat. |                         |
| 2.76b    | 3-11-2015     | Representació de densitat de volum a Cycles, integració inicial a la biblioteca Pixar OpenSubdiv, millores en el rendiment del viewport com el desplaçament automàtic de nodes quan se n'afegeix un de nou. |                         |
| 2.77a    | 6-04-2016     | Millora el renderitzat a Cycles; l'anti-alising en els renders OpenGL; l'emmagatzematge en la memòria cau OpenVDB; grans aportacions a Grease Pencil, inclosa l'animació i s'actualitzen les llibreries Python. Es treu el suport de Blender per a Windows XP. |                         |
| 2.78c    | 28-02-2017    | Renderització amb Spherical Stereo (VR); millores a Grease Pencil per a animacions 2D; dibuix de corbes Bézier a mà alçada sobre superfícies; en el Rigging, els bendy bones són més controlables i flexibles; Cycles millora la gestió de la memòria i el rendiment. |                         |
| 2.79b    | 11-09-2017    | S'inclou: Denoiser, que redueix el soroll a Cycles; Shadow Catcher que facilita la importació d'un objecte amb la seva hombra; Principled BSDF Shader, node que emula el comportament d'un objecte en el món real; Filmic Color Management, per a calibrar el color dels renders. Millores en: el suport de renderització OpenCL; a Grease Pencil, entre les quals destaca la interpolació; en la importació i exportació del format Alembic; el modificador de deformitats superficials rep la capacitat d'acumular altres modificadors de deformacions. |                         |
| 2.80     | 30-07-2019    | Representa un canvi major, com ho va ser la versió 2.50 respecte de l'anterior. La interfície d'usuari renovada, va afegir un tema fosc i es varen millorar les icones. Millores en el flux de treball, adoptant-se el clic del botó esquerre del ratolí per a seleccionar objectes (anteriorment era el botó dret). Es va introduir el motor de representació en temps real EEVEE basat en OpenGL. Grease Pencil 2D va rebre una total integració dins de l'espai 3D i la capacitat d'emprar modificadors. EEVEE va reemplaçar el render intern de Blender i es va proposar Godot, en substitució del Blender Game Engine que ja no tingué continuïtat. A Cycles es va introduir la il·luminació IES. |                         |
| 2.81a    | 21-11-2019    | OpenVDB Voxel Remesh, nou operador alternatiu a la topologia dinàmica durant l'escultura, menys precís, però més ràpid. QuadriFlow Remesh per a crear una malla poligonal uniforme. Es va reescriure el càlcul de transparències d'EEVEE per a ser emprat amb les mateixes combinacions que el shader BSDF de Cycles. Suport WebM. |                         |
| 2.82     | 14-02-2020    | Millora de la simulació de líquids, gasos i foc (emprant Mantaflow), suport per al sistema d'escaneig UV de tessel·les UDIM (U DIMension), exportació USD i noves eines tant a escultura com a Grease pencil. |                         |
| 2.83 LTS | 3-06-2020     | La versió 2.83 afegia novetats com el suport d'importació de fitxers OpenVDB o el suport de realitat virtual amb la tecnologia OpenXR. Però, el fet més destacable de la versió és que fou la primera a oferir Suport a llarg termini. | 2.83.20                 |

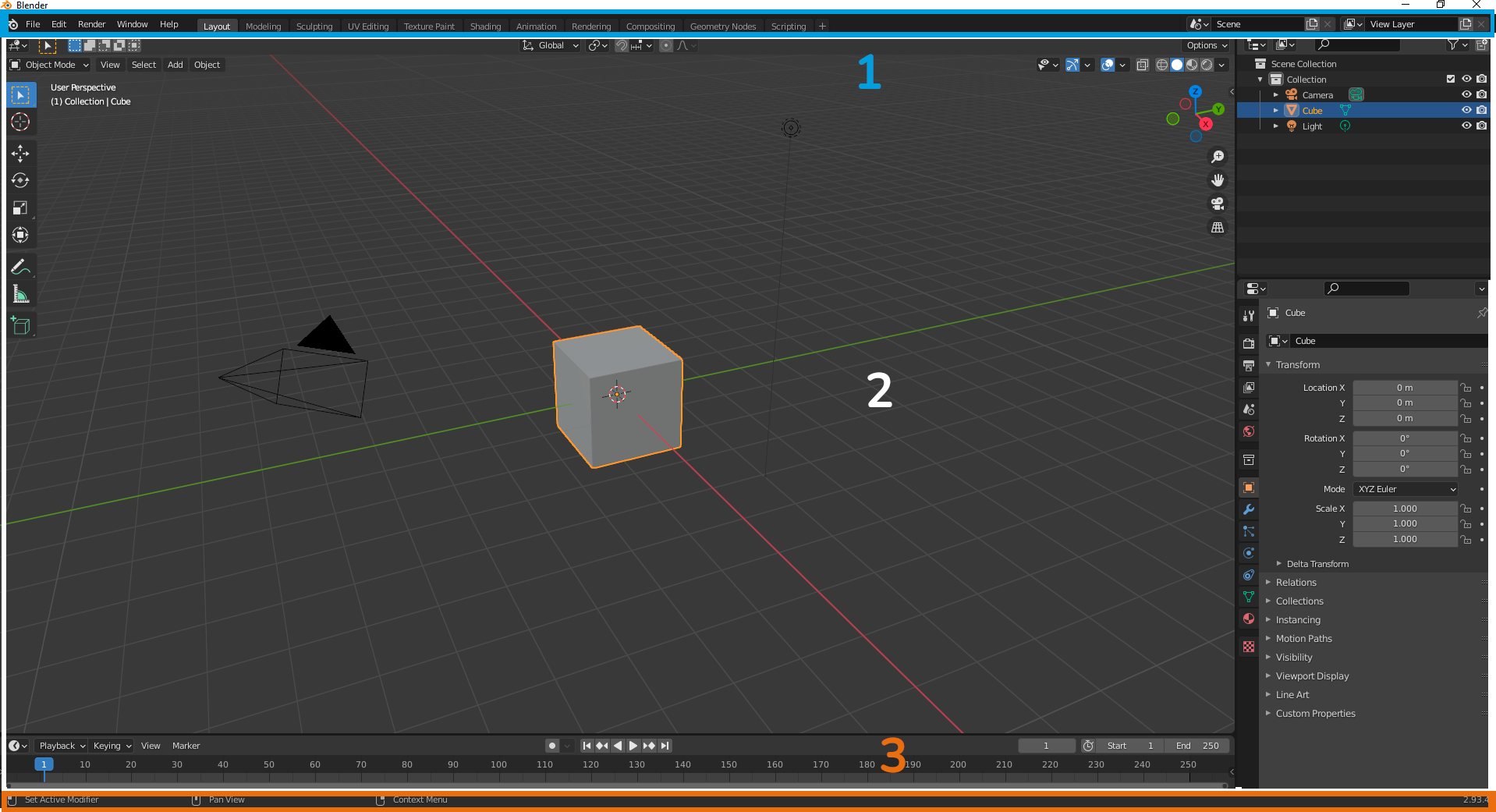
Estructura de la interfície gràfica en iniciar Blender en la versió 2.93.4 LTS. Les zones principals enumerades de dalt a baix són: (1) La barra superior, Topbar. (2) Les àrees, Areas. (3) La barra d'estat, Status Bar.

| 2.90     | 31-08-2020    | Versió amb gran quantitat de millores, com ara: la reescriptura des de zero del motor de desenfocament de moviment a EEVEE; millora per al suport de la biblioteca OpenVDB. |                         |
| 2.91     | 25-11-2020    | En aquest llançament destacava el tractament dels teixits, amb la possibilitat d'obtenir plecs realistes. | 2.91.2                  |
| 2.92     | 25-02-2021    | Introdueix Geometry Nodes per a manipular geometria; suport per a la renderització híbrida (CPU i GPU) amb el backend OptiX per a les targetes NVIDIA; proporciona suport d'OpenCL per a gràfiques Iris i Xe d'Intel. |                         |
| 2.93 LTS | 2-06-2021     | Nou espai de treball per a Geometry Nodes; 22 nodes afegits, alguns d'ells permeten el modelatge. Noves formes de realitzar màscares en el modelatge escultòric. Renders de major qualitat i més ràpids tant a Cycles com a EEVEE. Millores a Grease Pencil. S'elimina el suport de Blender per a Windows 7. | 2.93.18                 |
| 3.0      | 3-12-2021     | El llançament es va endarrerir per a encabir algunes de les actualitzacions que foren moltes i importants. Destacà la reescriptura del renderitzador Cycles, que passà a ser més ràpid, a la vegada que el Shadow Catcher passà a poder gestionar la llum i les reflexions i el Geometry Nodes, que va rebre 100 nous nodes incloent el suport per a corbes. S'incorporaren l'Asset Browser i la Pose Library. Entre moltes altres millores, el Video Sequencer va rebre el suport per a incorporar thumbnails. També fou destacable, el començament de la migració d'OpenGL a Vulkan com a interfície de programació d'aplicacions.                                                                   | 3.0.1                   |
| 3.1      | 10-03-2022    | La major part dels canvis comportaren millores de rendiment. Destacà: la millor gestió dels núvols de punts, accelerant la renderització de les simulacions i els 19 nodes de geometria nous. | 3.1.2                   |
| 3.2      | 08-06-2022    | S'introduïren noves funcions de renderització; s'afegí suport per a la renderització accelerada per GPU AMD a Linux entre altres novetats. | 3.2.2                   |
| 3.3 LTS  | 07-08-2022    | Publicat amb un nou flux de treball per a la simulació de cabell entre altres novetats. | 3.3.21                  |
| 3.4      | 07-12-2022    | S'introduí el suport natiu a Wayland per a Linux i el Path guiding fou integrat a Cycles emprant l'Open Path Guiding Library d'Intel. | 3.4.1                   |
| 3.5      | 29-03-2023    | Introduí millores en la il·luminació en escenes amb diversos punts de llum; el Viewport permetia visualitzar de manera limitada les accions en el compositor i afegí nous nodes, incloent-ne d'específics per al cabell entre altres millores i addicions. | 3.5.1                   |
| 3.6 LTS  | 27-06-2023    | Introducció de nodes de simulació, millores en els espais de treball compositor i animació i diverses optimitzacions destacables segons la GPU emprada. | 3.6.23                  |
| 4.0      | 14-11-2023    | Destacà la possibilitat de crear eines personalitzades amb Geometry Nodes, la reescriptura dels shaders Principled BSDF i Principled Hair BSDF, Light and Shadow Linking a Cycles i un millor suport per al format USD gràcies a Hydra. | 4.0.2                   |
| 4.1      | 26-03-2024    | Portà canvis significatius a Geometry Nodes, a Cycles i al Video Sequencer. | 4.1.1                   |
| 4.2 LTS  | 16-07-2024    | EEVEE fou totalment reescrit. | 4.2.12                  |
| 4.3      | 19-11-2024    | Greespencil fou reescrit passant a ser compatible amb Geometry Nodes. | 4.3.2                   |
| 4.4      | 18-03-2025    | Utilitza Vulkan per mostrar el renderitzat de Cycles, assolint el mateix rendiment que el que assolia OpenGL. | 4.4.3                   |
| 4.5 LTS  | 15-08-2025    | Millores en l'adopció de Vulkan i Wayland. | 4.5                     |

## Interfície gràfica
En versions anteriors disposava d'una interfície gràfica d'usuari molt peculiar, que sovint rebia crítiques per ser poc intuïtiva. Encara avui, no es basa en el sistema clàssic de finestres. Tot i això, té grans avantatges, com la configuració personalitzada dels espais de treball (Worksapaces), les àrees i les vistes de càmera. La versió 2.80 del 2019 va suposar una autèntica revolució tan pel que fa a l'aspecte visual com a l'experiència d'usuari, esdevenint molt més intuïtiva. El seu aspecte és net i consistent sense finestres emergents. Està configurat per tres zones principals la barra superior (Topbar) a la part superior, les àrees (Areas) al mig, i la barra d'estat (Status Bar) a la part inferior.
- Barra superior. Integrada per menús desplegables i els Workspaces.
- Àrees. Panells sobre el projecte actual, altament configurables, es poden: subdividir i ampliar. Cada àrea conté un editor els quals són intercanviables.
- Barra d'estat. Aporta informació de les possibilitats que permet el ratolí en cada moment.[8]

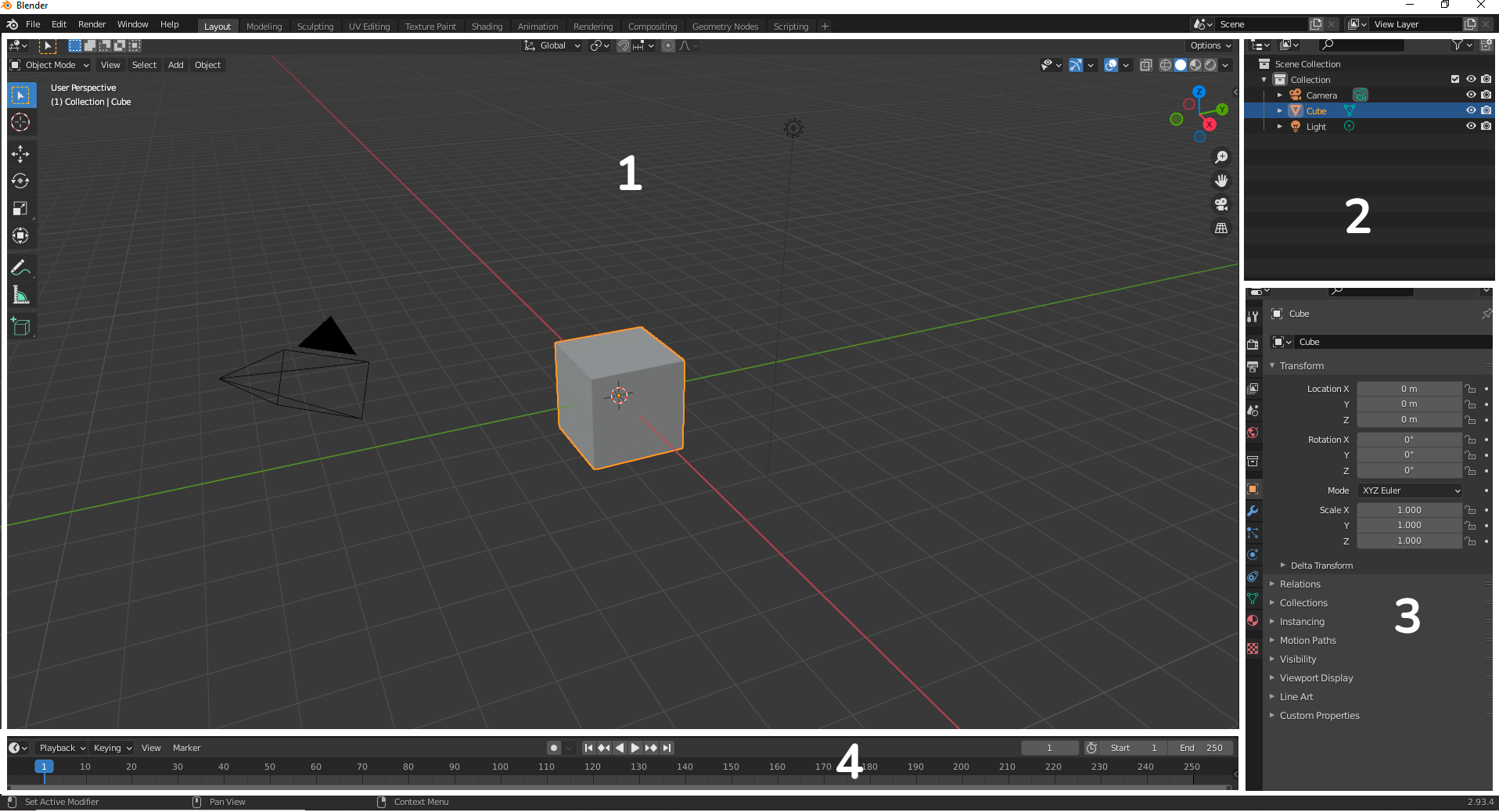
En iniciar Blender per defecte, es mostra en: el mode Object Mode; en l'espai de treball Layout; mostrant 4 editors (1) 3D Viewport. (2) Outliner. (3) Properties. (4) Timeline.

### Ordres
Hi ha menús gràfics exhaustius, alguns accessibles mitjançant dreceres de teclat anomenats pie menus. La majoria de les ordres són accessibles a través de dreceres de teclat. Els botons numèrics juguen una important tasca en la visualització de les vistes de càmera. Les dreceres de teclat poden ser reassignades per part de l'usuari.
Com a alternativa a la interfície gràfica d'usuari es pot treballar des d'una línia d'ordres amb Python, permeten controlar i automatitzar algunes tasques.

### Modes
Inclou molts modes per a interactuar amb els objectes, els dos principals són l'Object Mode i l'Edit Mode, similars en altres programaris d'aquesta tipologia, a Blender estan alternats amb la tecla de tabulació.
- Object Mode. L'objecte es mostra sòlid, s'utilitza per manipular cada objecte individual com a unitat. Es pot utilitzar per moure, escalar i girar malles poligonals senceres.
- Edit Mode. L'objecte seleccionat mostra la malla poligonal, s'utilitza per manipular les dades reals de l'objecte. Des d'on es pot manipular els vèrtexs individuals, les arestes i les cares.[8][22]

També hi ha altres modes, com ara el Vertex Paint, Weight Paint i Sculpt Mode.
Els overlays (superposicions) poden ajudar a entendre les dades que es veuen a l'escena. Alguns exemples de superposicions són les direccions, els tipus d'objectes, l'escala o la mida del nostre món. Els overlays estan presents en els diferents modes amb algunes especificitats.

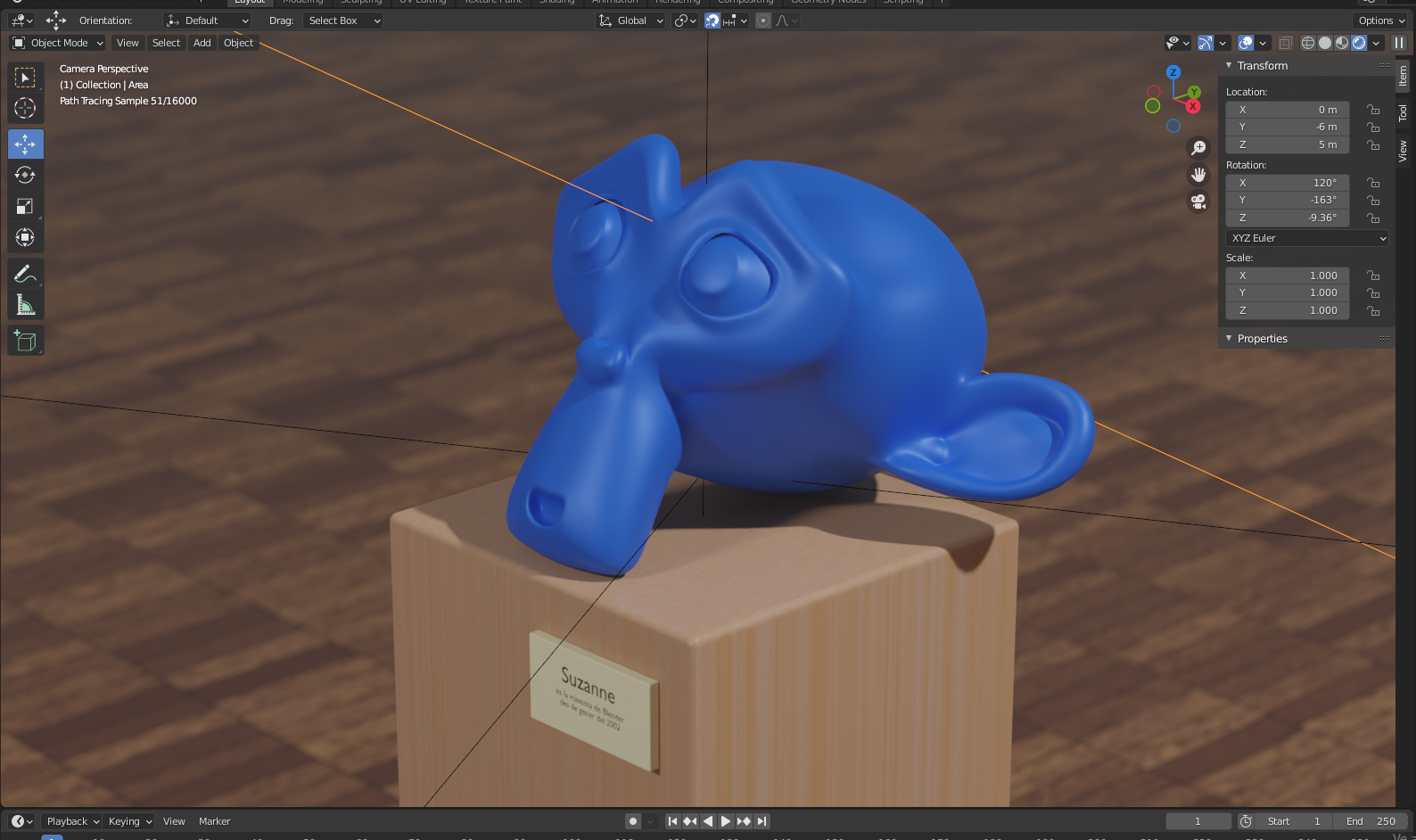
El 3D Viewport és l'editor més emprat a Blender. És on es visualitza el treball realitzat per l'usuari. Totes les eines principals es mostren a l'esquerra, les propietats i opcions a la dreta i els menús desplegables i controls a la part superior.

### Espais de treball
Els Workspaces o espais de treball són la fila de pestanyes de la barra superior de l'aplicació. Cadascun d'aquests espais de treball mostra els editors específics per a la tasca o part del flux de treball 3D. Els espais de treball són personalitzables fins al punt que qualsevol tasca pot dur-se a terme en qualsevol d'ells. L'espai de treball no només té en compte les disposicions de l'editor, sinó també els paràmetres reals dels respectius editors. Per exemple, els modes d'inici, els shading predefinits i altres configuracions.
L'espai de treball que s'obre per defecte és el Layout que conté els editors: 3D Viewport; Outliner, Properties i Timeline.

### Everything Nodes
Everything Nodes és un projecte per a unificar Blender sota una interfície i un flux de treball comú basat en nodes. Els nodes permeten una aproximació fàcil al programari com a programador sense tenir coneixements profunds en lògica bàsica o matemàtiques. És un projecte liderat per Jacques Luke qui va desenvolupar el connector Animation Nodes.
S'han emprat molt a Blender per a la construcció de materials (Shading), les textures, la il·luminació o la composició. No obstant això, va ser el llançament de la versió 2.92, amb la introducció de Geometry Nodes, la que va suposar el primer pas per a la consecució efectiva del projecte Everything Nodes.

## Modelatge

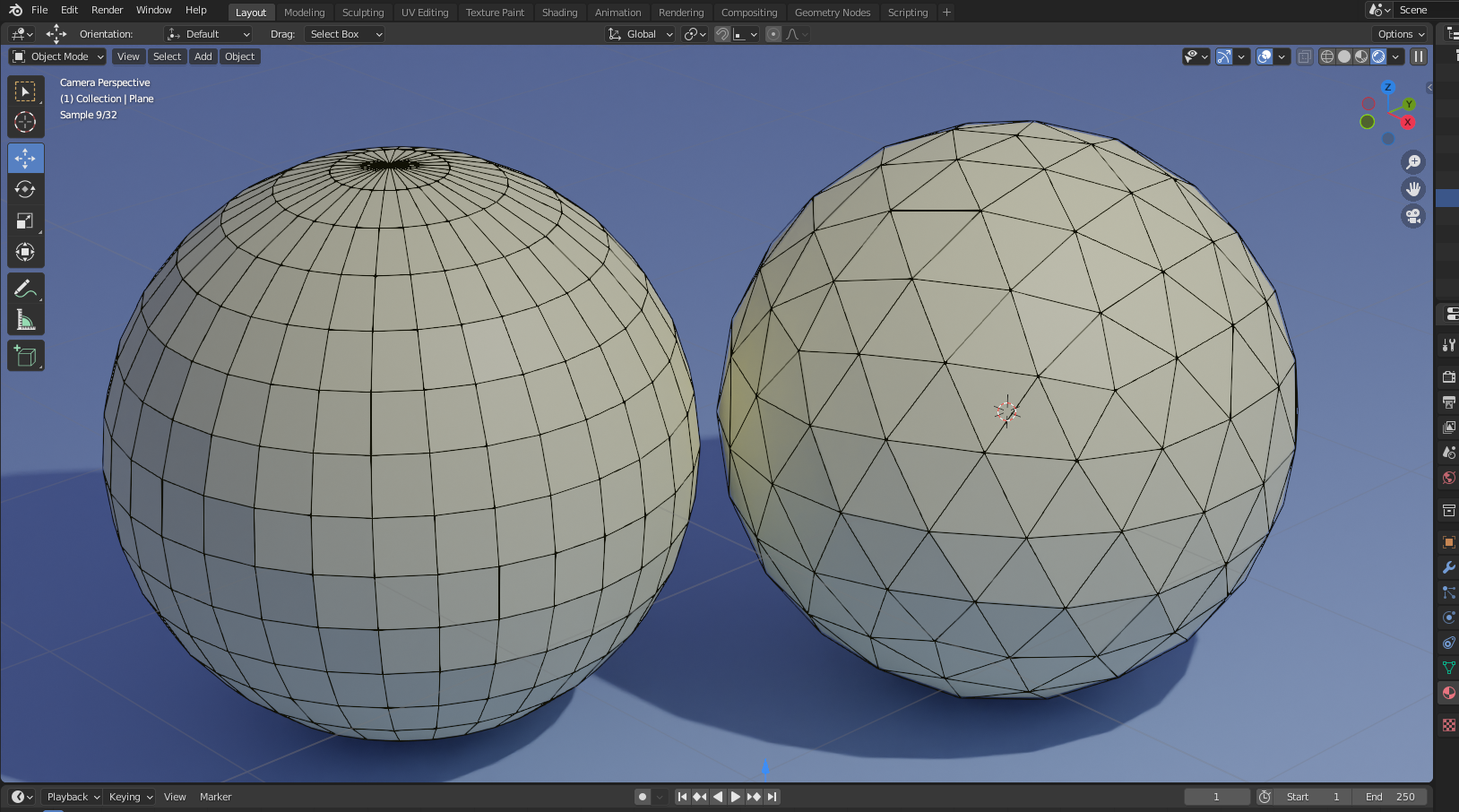
Per a inserir una esfera a Blender hi ha dues possibilitats: la UV Sphere i lIco Sphere.

El modelatge és la construcció de la geometria dels objectes que intervenen a l'escena, com persones, animals o objectes. Les primitives geomètriques són la base del modelatge; Blender permet inserir una gran varietat de primitives geomètriques a l'escena, incloent-hi:
- Malles poligonals: Són els objectes més comuns en el modelatge, estan basats en polígons formats per vèrtexs, arestes i cares. A Blender es pot inserir el pla, el cub, el con, el cilindre o l'esfera.[251]
- Corbes: cadascuna d'elles es basa en una fórmula matemàtica i utilitzen punts de control per a definir la corba. Hi ha tres tipologies principals: Corbes bézier, NURBS i Paths.[252]
- Superfícies: similars a les malles però, definides per NURBS i punts de control.
- Metaballs: són una tipologia de primitives que poden fusionar-se entre si. Ideals per a realitzar models ràpids, rugosos i argilosos; aigua o núvols.

Altres elements que es poden inserir a l'escena, però no poden ser considerats com a primitives geomètriques són: Text, Empty, Armature, Lattice, Speaker, Camera, Lamp, Force Field o Group Instance.
El modelatge comporta l'edició manual de vèrtexs, arestes i cares. En paral·lel a l'edició manual hi ha eines i modificadors. Les eines permeten manipular els objectes, les més emprades són: Edge Loops, Beveling (bisells) i Extruding (extrusió). Els modificadors apliquen transformacions més o menys complexes a la forma i la topologia dels objectes. Actuen automàticament estalviant una feina que seria tediosa i repetitiva. Els modificadors són apilables i mostren efectes no destructius que es poden aplicar a la renderització o l'exportació.
Segons el resultat perseguit es pot parlar de: modelatge orgànic, modelatge de superfícies dures (Hard Surface Modeling) o modelatge de poca geometria (Low-poly). El modelatge de superfícies dures se centra en la creació d'objectes inorgànics o 'durs'. Exemples de modelatge de superfícies dures són la maquinària, l'arquitectura, armes, armadures, vehicles o naus espacials. Per això, calen habilitats específiques com: la precisió, la topologia neta i l'optimització. Hi ha moltes tècniques de modelatge, dues principals: el modelatge poligonal i el modelatge amb superfícies NURBS.
A continuació s'introdueixen les tècniques genèriques del modelatge a Blender. No hi són considerades possibilitats molt específiques com el desplaçament analitzat en l'apartat materials. o la possibilitat d'afegir geometria amb eines 2D en l'espai 3D gràcies a Grease Pencil.

### Modelatge amb malles
Les malles són el tipus d'objecte més emprat en el modelatge a Blender. Les malles es poden treballar de manera ràpida als ordinadors, fet que comporta que sovint conformin el nucli de moltes peces 3D generades per ordinador, des de videojocs fins a dissenys arquitectònics. Així i tot, treballar amb malles pot ser pesat, ja que s'ha de controlar cada vèrtex que forma la malla; com més complexa sigui la malla, més vèrtexs s'han de supervisar.
El modelatge es pot dur a terme amb polígons de tres, quatre o més vèrtexs. Quan el nombre de vèrtexs és superior a quatre, a Blender, s'anomenen n-gons. L'ús d'n-gons ha de ser limitat a fases de modelatge i és poc recomanat en fases finals de producció pels possibles resultats no desitjats.

#### Modelatge de caixa
El modelatge de caixa (Box modeling) consisteix a inserir primitives geomètriques com un cub o una esfera i aplicar transformacions que donen detall a l'objecte resultant. És la tècnica més emprada tant per artistes com dissenyadors, ja que dona molta llibertat. Usualment usada per a formes orgàniques, disseny de personatges, escultura digital, objectes en general i escenaris.

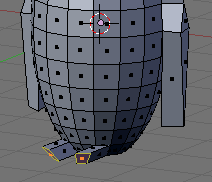
Exemple de modelatge poligonal, mitjançant l'extrusió es generen els peus d'un pingüí.

#### Modelatge poligonal
El modelatge poligonal és similar al modelatge de caixa. La diferència és que normalment es comença amb un sol vèrtex o forma simple, sense profunditat. Es construeix el model peça a peça. Sovint s'utilitzen les mateixes eines que en el modelatge de caixa.

### Modelatge amb corbes
El modelatge amb corbes permet modelar emprant poca memòria de l'ordinador, les corbes proporcionen una forma compacta per a representar formes complexes. A Blender, les corbes són objectes que estan fets de línies corbes o rectes que es manipulen amb un conjunt de punts de control. El programa té dues formes bàsiques de corbes: Bézier i NURBS. Tant les corbes de Bézier com les NURBS permeten definir corbes a través de fórmules matemàtiques.

#### Modelatge amb superfícies Bézier
Les corbes Bézier es fan servir sobretot en el dibuix en 2D, però també es pot dissenyar un model en 3D amb elles mitjançant l'ús d'eines com una simple extrusió o un bisell. Hi ha tres parts en una corba Bézier: els punts de control, les manetes dels punts de control i els segments de corba. Els punts de control defineixen la forma de la corba. S'assemblen als vèrtexs dels objectes de la malla. Amb cada punt de control, hi ha un parell de manetes associades. Aquestes permeten controlar la rotació del punt de control. Posteriorment, basant-se en la ubicació i la rotació dels punts de control, es genera un segment de corba.

#### Modelatge amb superfícies NURBS
El modelatge amb superfícies NURBS és recomanat per a processos de disseny industrial a causa de la precisió que es té respecte a mesures i línies de construcció. Emprada per al disseny de vehicles, maquinària industrial, estructures, arquitectòniques i disseny per a enginyeria. D'altra manera, el modelatge poligonal és tediós si es vol aconseguir una corba totalment suau.
Les circumferències formades amb corbes de Bézier són aproximacions, mentre que una circumferència NURBS és una circumferència exacta. De fet, els punts de control d'una corba NURBS no tenen manetes com les corbes de Bézier. En canvi, els seus punts de control de l'spline es ponderen per influir en la forma de la corba, aconseguint un alt grau de precisió. Les corbes NURBS poden ser pesades de calcular, no són recomanades si el temps de renderització és un requisit.

### Meta objectes
El modelatge per meta objectes (meta-objects) consisteix en la inserció metaballs, normalment esferes, encara que també poden ser formes tubulars o cuboidals entre d'altres. Disposen de la capacitat d'afectar la forma dels altres objectes que estan al seu voltant. Actuant de manera similar a com es comporta el mercuri. Tècnica poc emprada pels artistes.

### Modelatge escultòric
En el modelatge escultòric en lloc de treballar amb vèrtexs, arestes i cares; es treballa per la influència que genera un pinzell en una zona determinada. De manera molt similar a com un escultor modela una peça de fang, l'artista digital pot afegir, treure, simular pressió, estirament, aixafament... Més de 20 pinzells permeten executar diferents tasques en el model.
El resultat final pot ser poc útil per a algunes tasques com per exemple l'animació. Això pot comportar un treball addicional de modelatge poligonal anomenat re-topologia o retopology. Els desenvolupadors han incorporat grans eines com: la simetria; el pinzell de tela que simula les arrugues de la tela; la redimensió o Dyntopo, que permet esculpir creativament amb l'habilitat de canviar la resolució de la malla depenent de si es desitja esculpir polígons a alta o baixa resolució en zones específiques.

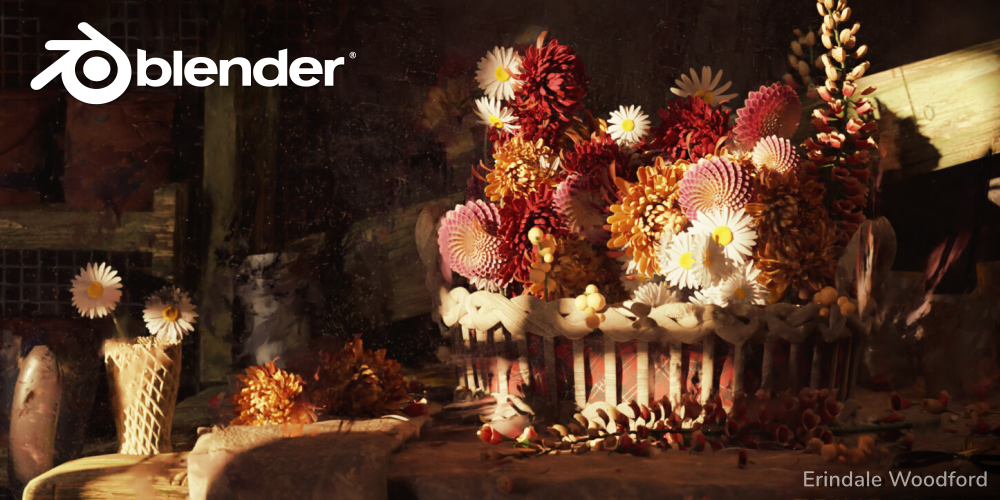
Lsplash screen de la versió de Blender 2.93 fou íntegrament realitzada amb Geometry Nodes.

### Geometry Nodes
Geometry Nodes de Blender és un sistema basat en nodes per a crear i manipular geometria de manera paramètrica i no destructiva. Se centra en la dispersió d'objectes i la creació d'instàncies. Fou afegit per primera vegada al Blender 2.92. i reescrit a la versió 3.0 quan es va incorporar Fields, per a construir grups de nodes. Geometry Nodes capacita a Blender amb una nova manera de modelar, el modelatge per algorismes, es pot modelar sense sortir d'aquest sistema. El seu espai de treball inclou l'spreadsheet editor, que proporciona una vista com a full de càlcul que permet controlar els atributs de la geometria.

### Modelatge des de Python
L'usuari pot escriure els seus scripts per a modelar des de l'espai de treball Scripting. En la línia d'ordres es troben possibilitats inexistents a la interfície d'usuari, les feines repetitives poden ser alleugerides amb connectors propis.

## Materials

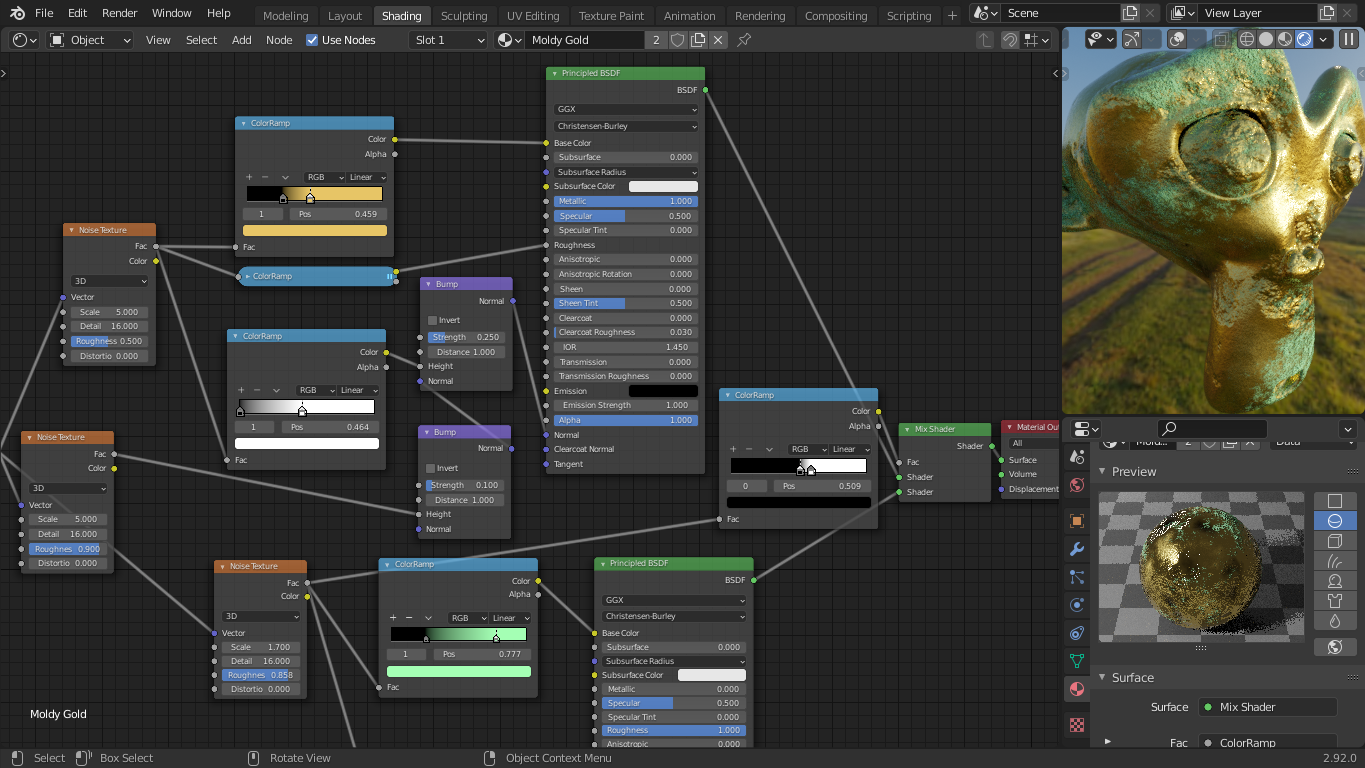
Per entendre el material creat hi ha tres nodes fonamentals: 2 Principled BSDF, un genera el daurat, l'altre el verd que confereix aspecte d'oxidat i un Mix Shader que combina els dos materials.

Els materials defineixen l'aspecte de les malles, corbes NURBS i altres objectes geomètrics. Hi ha tres aspectes a considerar per a definir un material: l'aparença de la superfície d'una malla; el desplaçament de la superfície i el volum. La tipologia del render emprat, comporta resultats diferents en els materials. Entre altres motius, per la manca de distinció entre la reflexió directa de la llum i la reflexió indirecta dels renderitzadors no basats en la física.

### Superfície
Les superfícies a Blender queden definides per paràmetres com la reflexió, la refracció o la transmissió. Per a definir un material es pot emprar un o diversos shaders o d'altra banda es pot texturitzar.

#### Shading
Shading, el procés de definició de materials, es considera el pas més important per a crear quelcom creïble i transportar sensacions tàctils com suavitat o flexibilitat. El shading és tan important que disposa d'un espai de treball propi. Els shaders són operadors o petits programes informàtics que serveixen per a definir un material. A Blender el Principled BSDF (Bidirectional Scattering Distribution Function) és el més emprat i flexible. És la combinació de diversos shaders, entendre el Principled BSDF permet crear una gran varietat de materials. Fou introduït a la versió de Blender 2.79 per a aconseguir renders basats en la física (PBR).

#### Texturització
Les textures afegeixen detall a un material respecte als shaders. Es poden afegir textures a un material carregant fitxers d'imatge (texturització gràfica) o creant un patró per algorismes. En el primer cas cal una imatge que s'importarà a Blender. El desplegament de cares UV aplana la superfície de la malla dels models 3D; això permet pintar la imatge importada; fer ajustaments com l'opacitat, la difusió, la reflexió o la retroil·luminació. Els canvis es projecten a la forma desitjada, admeten el treball amb múltiples capes UV. En el segon cas, les textures per algorismes (procedural textures), es basen en operacions matemàtiques per a obtenir un patró, com maons o degradats en blanc i negre o amb molts colors. Fins i tot estructures irregulars com ara Voronoi i Noise.
A mig camí entre la texturització gràfica i el desplaçament hi ha dues tècniques que simulen el relleu sense afegir malla. El bump mapping i el normal mapping són tècniques que simulen geometria sense afegir malla.

### Desplaçament
El canvi de la situació d'alguna cosa, normalment es refereix al canvi en la ubicació dels vèrtexs. Però també es poden afegir molts detalls als objectes sense canviar manualment tota la geometria. Blender empra dues tècniques de desplaçament: el displacement mapping i el vector displacement. El displacement mapping confereix un valor d'alçada a cada vèrtex gràcies a una imatge en blanc i negre, en funció d'una escala de grisos. El vector displacement confereix un valor de posició tridimensional a cada vèrtex gràcies a una imatge en color, els vèrtexs es poden moure en les tres dimensions.
Mitjançant imatges hi ha diferents maneres d'afegir desplaçament a Blender. La primera és a través del modificador de desplaçament. La segona és a través de nodes amb shaders que disposen de sòcols específics, hi pot haver diferències segons el renderitzador, i la versió de Blender emprats. Una tercera s'afegí a Blender 3.5, amb pinzells amb capacitat per a afegir Vector Displacement Mapping (VDM) des de l'espai de treball escultura, preferentment amb el format d'imatge OpenEXR.

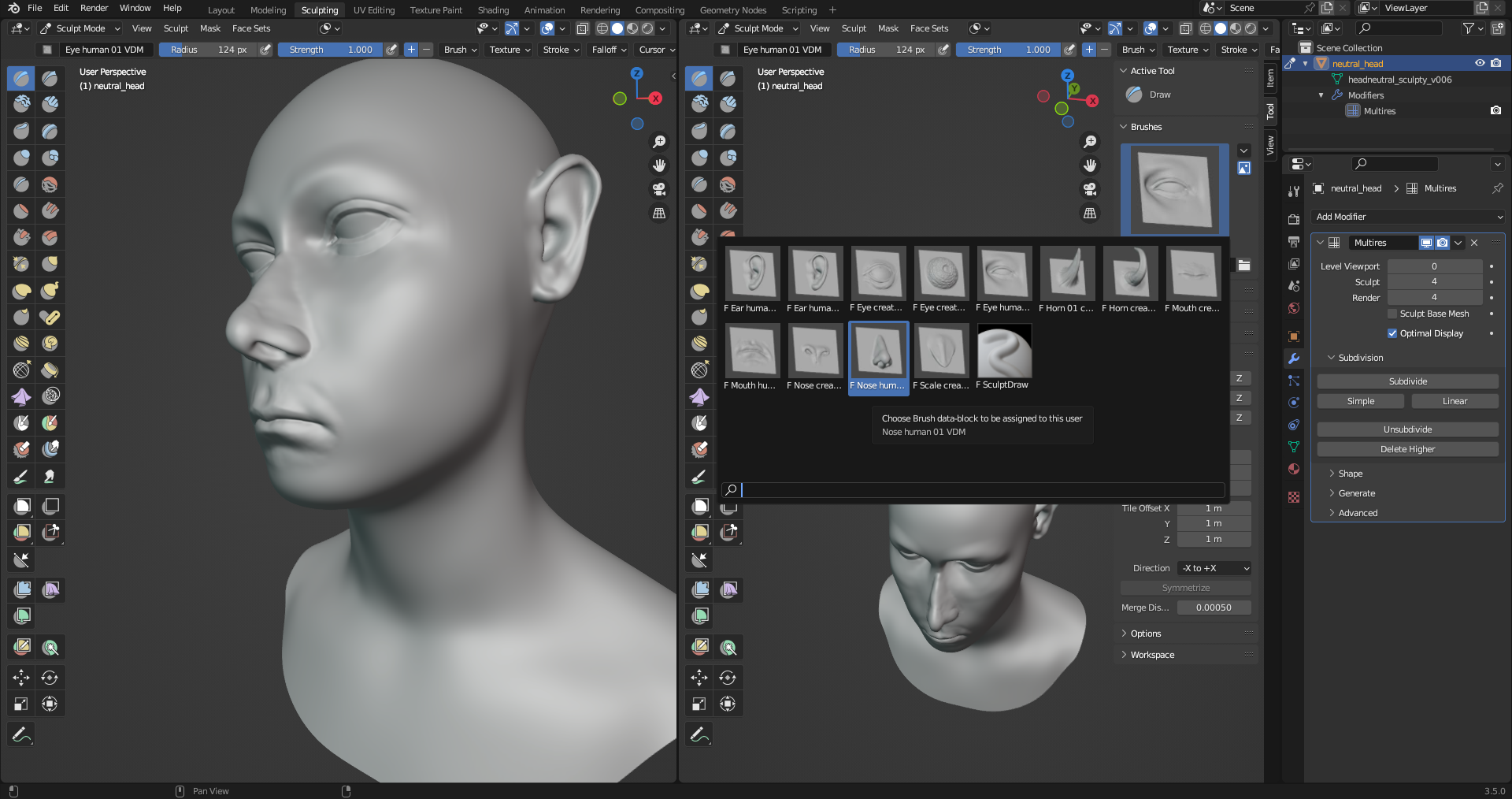
Els pinzells amb suport per al Vector Displacement Mapping es poden emprar per a crear formes complexes amb una sola passada.
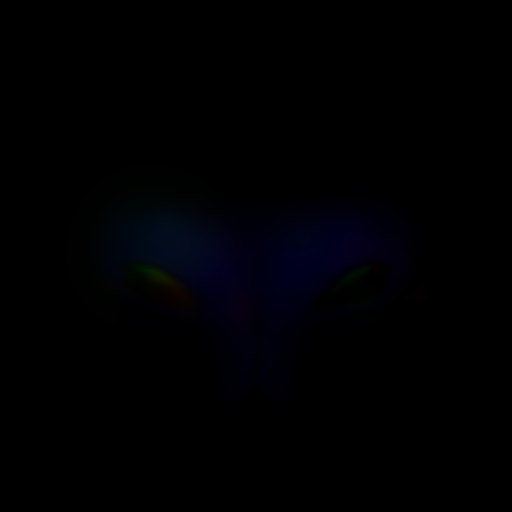
Imatge en dues dimensions d'un nas en format OpenEXR.

### Volum
En aquest apartat, volum fa referència a una característica que no és pròpia de les superfícies dures i que serveix per a representar l'atmosfera, la boira, el foc, el fum, el cel, els núvols entre d'altres. En il·luminar un objecte volum s'han de valorar fenòmens complexos (la dispersió i l'absorció) que en les superfícies dels objectes sòlids es poden simplificar en extrem.

## Animació irigging
Blender ofereix recursos tant per l'animació d'objectes com de personatges, permet afegir moviments i postures. Es poden editar posicions o donar als models moviments independents amb animació no lineal. El programari també permet sincronitzar el so. L'ús de restriccions també pot ajudar a limitar les animacions dels objectes i dels personatges, com en les eines de cinemàtica inversa. De totes maneres aquest no és un apartat on el programari excel·leixi, per aquest motiu hi ha un constant desenvolupament i s'afegeixen noves eines com els Bendy Bones o Key mesh.
Dos eines imprescindibles per a l'animació són els fotogrames clau i els editors d'animació. Un fotograma clau és un frame (fotograma) que defineix els paràmetres de l'objecte. Dos fotogrames clau que tenen diferents paràmetres de l'objecte crearan una animació. Es poden emprar els shape keys (fotogrames clau de forma), per a canviar acuradament d'una posició a una altra. Aquests també permeten canviar les expressions facials dels personatges, així com la col·locació dels esquelets. L'editor d'animació més senzill d'emprar és la línia de temps que permet visualitzar la posició dels fotogrames clau en una successió temporal.

### Animació
Els objectes es poden animar (moure o canviar de forma) amb el temps de moltes maneres: poden moure's com un objecte sencer; canviar la seva posició, orientació o mida; deformar-se, animant els seus vèrtexs o punts de control o també es pot aplicar l'animació heretada, fent que l'objecte es mogui basant-se en el moviment d'un altre objecte. Usualment, l'animació s'aconsegueix emprant fotogrames clau. Blender permet la sincronització del so amb l'animació.

### Rigging
Per animar un personatge s'acostuma a emprar un esquelet intern. Al procés d'associació de l'esquelet al personatge i de l'assignació de controls que facilitaran el moviment se l'anomena rigging. Blender permet la cinemàtica inversa (per a postures ràpides).
A Blender es procura alleugerir el rigging amb l'ajuda de l'anomenat Rigify, amb característiques fàcils d'emprar. El Rigify és una eina pensada per a escurçar el temps emprat en la creació de rigs, el conjunt d'aparells que permeten controlar el moviment dels personatges. Alhora que es procura fer-los compatibles amb la majoria d'aplicacions.

### Grease Pencil
Grease Pencil fou introduït a Blender com a eina d'anotació que permetia afegir recordatoris o explicacions al projecte. A la versió 2.80 va rebre noves característiques, tant pel que fa al dibuix com a l'animació, convertint-se en una eina de dibuix 2D dins d'un programari de modelatge 3D; incorporant un sistema de rigging propi o permeten pintar objectes 3D amb eines 2D. Des d'aleshores s'ha obert un nou ventall de possibilitats pels animadors. Molts d'ells provinents del 2D i que comencen a fer ús d'eines 3D, d'altres que treballen en 3D i empren Grease Pencil per aconseguir uns acabats molt personalitzats. Grease Pencil a convertit a Blender en una eina molt poderosa per a afrontar els guions il·lustrats (storyboard) i l'animació, combinant tècniques 2D i 3D a l'àrea de visualització.
Line Art fou Introduït a la versió 2.93 com un modificador de Grease Pencil. Calcula línies de contorn i interseccions de plans dels objectes 3D. Es pot emprar tant per a imatges en repòs, com per a animacions. Es preveu que acabi substituint Freestyle i projectes com LANPR.

## Simulacions, sistema de física

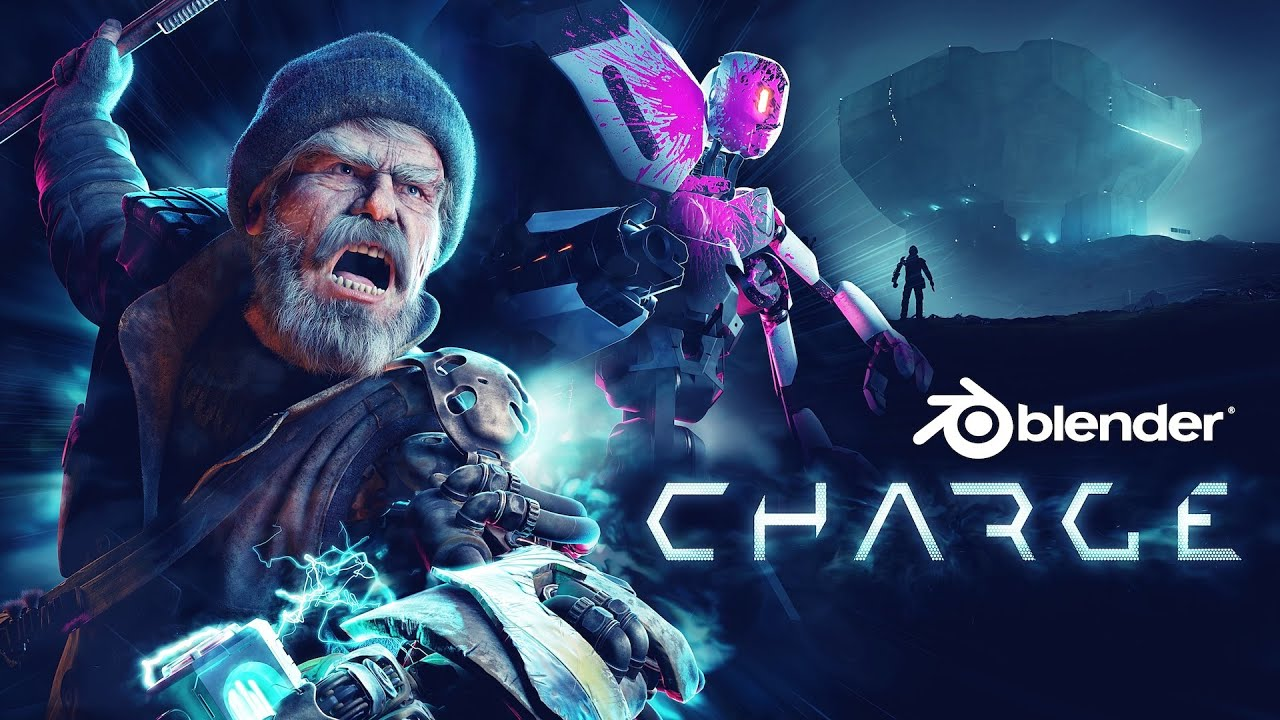
Blender Studio publicà Charge el desembre de 2022. La producció d'aquest curt serví per a millorar la simulació de cabell entre altres aspectes del programari.

El motor de física permet simulacions dinàmiques per a softbodies tant per a partícules com per a fluids i simulacions estàtiques per a simular cabells o altres efectes com el patró de creixement. Els sistemes de partícules, la majoria de formacions líquides o efectes d'esquitxada es poden simular emprant forces i renderitzant les partícules com a metaballs. Les simulacions de fluids varen rebre un gran impuls per la incorporació de Mantaflow a la versió 2.82. Mantaflow va estar durant diversos anys en branques experimentals de Blender fins que va passar a la branca estable. Suposà una gran aportació per al programari de codi obert com per a Blender. Mantaflow cobreix tant la simulació de líquids, de fum, com de foc va reemplaçar els sistemes de simulació de fluids existents a Blender. Fou desenvolupat i és mantingut pel grup d'Enginyeria de Jocs de la Universitat Tècnica de Múnic (TUM). La versió 2.82 també va afegir suport per a teles que poden tenir pressió interna, incorporant la possibilitat de fer volar globus amb valors positius o incorporar valors negatius a plàstics per al segellat al buit.

Simulació física d'un líquid.

### Líquids
La versió 2.92 va afegir APIC (Affine Particle-In-Cell) ideal per a simulacions de líquids en petites quantitats i complementava al ja existent FLIP (Fluid Implicit Particle).

### Gasos
Els gasos engloben el fum i el foc que es poden simular gràcies a Mantaflow.

### Teles
La simulació de les teles és una de les més difícils a Blender. En el cas de tela gruixuda implica un major coneixement del programa i de les seves eines. La versió 2.91 va afegir pinzells i filtres a l'espai de treball escultura que permetien una aproximació més realista als plecs de la roba.

## Il·luminació
L'objectiu de la il·luminació és guiar l'emoció de l'espectador i explicar una història. Gràcies a la llum, es pot posar l'accent en les parts importants d'una escena i guiar els ulls de l'espectador en un punt d'interès. Dominar les possibilitats expressives de la il·luminació és una tasca essencial per a obtenir bons renders i animacions. A Blender hi ha tres maneres fonamentals d'il·luminar l'escena: inserint objectes llum; activant un world background (fons mundial) o emprant shaders d'emissió als objectes de geometria. Addicionalment es poden emprar objectes de volum per il·luminar l'escena, això és gairebé el mateix que emprar shaders d'emissió. Es desaconsella utilitzar shaders d'emissió i objectes llum en una mateixa escena, duplica el nombre de mostres necessàries i comporta renders molt llargs.

### Objectes llum
La manera més usual d'il·luminar una escena és per la inserció d'objectes llum a l'escena.
- Point. La llum puntual il·lumina la mateixa quantitat de llum en totes les direccions. Està representada per un sol punt a l'espai.
- Spot. El focus es basa en la llum puntual, amb la diferència que s'afegeix un con per dirigir la llum.
- Sun. El sol es considera infinitament llunyà i il·lumina tota l'escena amb raigs de llum perpendiculars. De la llum del sol, només es considera la rotació entre les seves transformacions.
- Area. Una àrea il·lumina en una direcció i hi ha formes predefinides com el quadrat, el rectangle, el disc o l'el·lipse.

Els objectes de llum addicionalment poden emprar nodes de llum. D'aquesta manera, es pot configurar una il·luminació molt més complexa. Per exemple, es pot utilitzar una textura per a configurar un projector com il·luminació o utilitzar il·luminació IES.
La il·luminació IES es va introduir al Blender 2.80. Aquest node és l'espina dorsal de la il·luminació artificial foto-realista a Blender. Amplia l'opció de la il·luminació més enllà de la restricció d'un simple punt d'objecte llum.

### World background
El fons mundial pot ser tant el fons de l'escena com una font de llum. El fons del món disposa d'un arbre de nodes propi i d'una pestanya al panell de propietats.
- Color pla. Podem escollir el color i controlar la força de la llum emesa pel material del fons mundial.
- Imatge hdri. Per utilitzar una imatge hdri, sovint és més senzill emprar l'espai de treball shading en lloc de la interfície del tauler de propietats.
- Textura. Es pot procedir de manera equivalent que amb una imatge hdri, però enlloc de d'inserir una environment texture, s'insereix una sky texture.

### Shadersd'emissió
Emprar shaders d'emissió permet il·luminar mitjançant la geometria amb malles poligonals, corbes NURBS o metaobjectes.
Els shaders d'emissió es consideren llums indirectes i el motor de render EEVEE no ofereix llums indirectes. Eevee ofereix il·luminació directa, i qualsevol il·luminació indirecta ha de ser simulada utilitzant un volum d'irradiació. Una alternativa freqüent és utilitzar objectes llum addicionals per a fingir la llum indirecta.

## Motors de render
Per a la renderització compta amb dos motors principals, basats en la física (PBR), Cycles i EEVEE i un de secundari Workbench. Aquests confereixen recursos suficients per a l'usuari mitjà, però també es poden emprar opcions de tercers com OctaneRender, LuxCoreRender, Radeon ProRender, Maxwell, Substance 3D o RenderMan, que es poden integrar a Blender. La renderització disposa de molts controls per a donar millors resultats, incloent-hi el format de seqüència de fotogrames, que s'utilitza per a trobar el temps ideal a les animacions. La il·luminació és el que més diferencia els motors de render Cycles i Eevee. Aquests motors calculen la il·luminació de forma molt diferent.

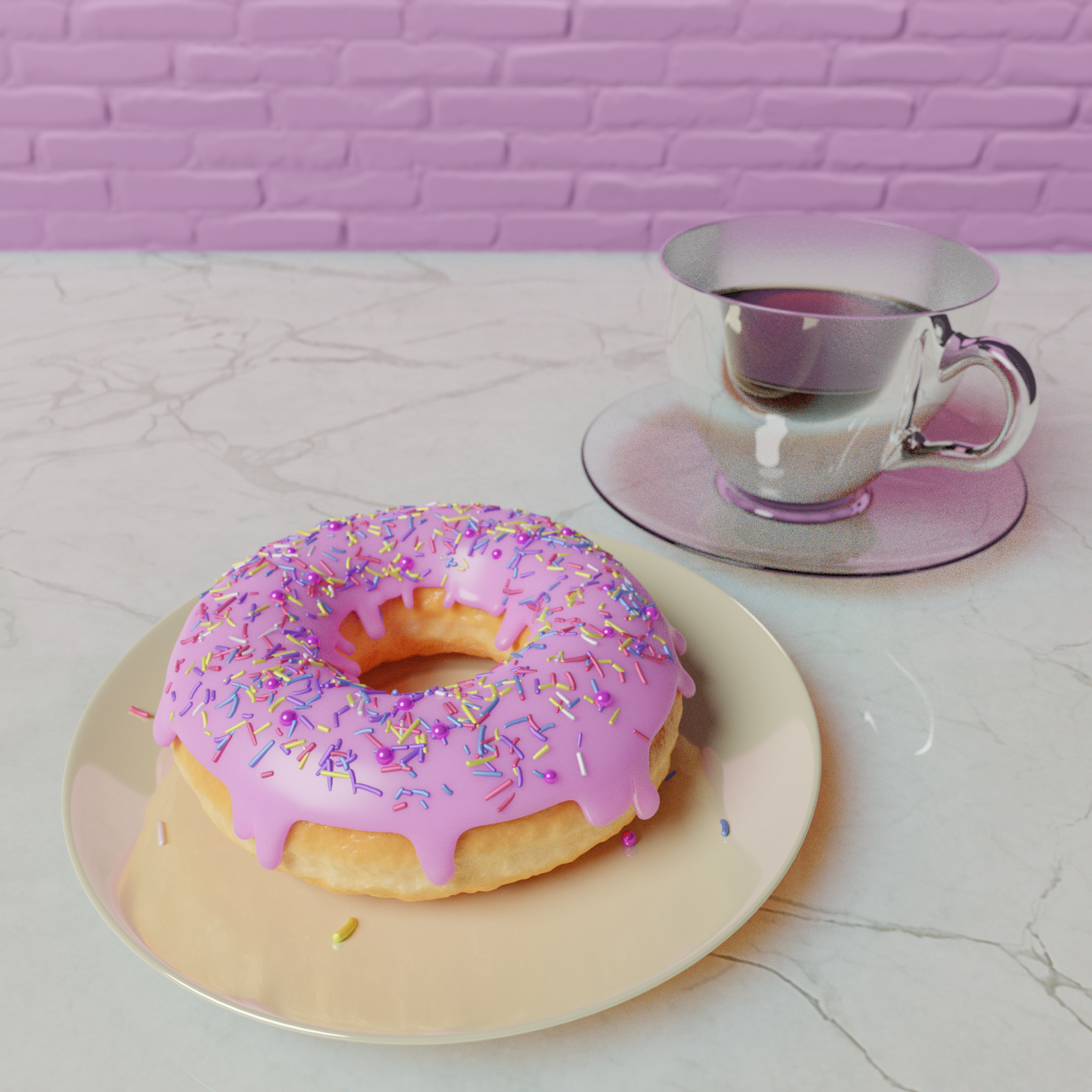
Escena d'una cafeteria renderitzada amb Cycles.

### Cycles
Cycles és un path tracing (traçador de camins) que proporciona una representació molt realista. Fou introduït al Blender 2.61; és compatible amb Open Shading Language des de la versió 2.65 i permet la renderització híbrida, per GPU i CPU, des de la versió 2.92. A Cycles, els rajos de llum són llançats des de la càmera i són reflectits, refractats o absorbits per objectes fins que arriben a una font de llum o arriben al límit del rebot. Gràcies al rebot de la llum, Cycles, obté llum indirecta de forma automàtica. Emetre un raig de llum per cada píxel no és un sistema prou precís, de manera que Cycles dispara raigs aleatoris addicionals. Aquesta aproximació per força bruta de mostres aleatòries s'anomena Simulació Montecarlo.
Els fotogrames obtinguts amb Cycles es caracteritzen per ser de major qualitat, proporcionen efectes de reflexió, emissió i dispersió de la llum molt acurats. Però també s'utilitzen molts més càlculs i va en detriment dels temps de renderització que són més elevats. Quan es renderitza de manera ràpida a Cycles s'obtenen fotogrames amb molt soroll. Per a una renderització ràpida, els usuaris de Cycles sovint utilitzen granges de renderització de Blender en línia.

### EEVEE
EEVEE és un rasteritzador a temps real, els rasteritzadors s'empren a la majoria de motors de joc 3D. Es basa en OpenGL i fou introduït al Blender 2.80. Funciona projectant i comprimint les cares del model sobre els píxels que componen la imatge 2D que apareix en pantalla. Aquests píxels varien de color segons el shader de l'objecte, les normals, si l'objecte està o no a l'ombra, entre altres condicions.
Acostuma a ser el preferit per a resultats abstractes o amb un acabat de tipus cartoon, estant equipat amb eines d'estil NPR. Per les seves característiques avançades, pot ser emprat per a aconseguir renders foto-realistes finals. Podent mostrar materials i il·luminació de manera força aproximada. Materials transparents, semitransparents, metàl·lics, fluorescents poden ser simulats activant alguns commutadors (Ambient Occlusion, Bloom i Screen Space Reflections). Per altra banda el suport per a OpenVDB permet previsualitzar la informació VDB al 3D Viewport. Encara que EEVEE no proporciona tot el detall que ofereix Cycles i encara que es desitgi Cycles per al render final, s'acostuma a emprar EEVEE al 3D viewport per la immediatesa que proporciona.

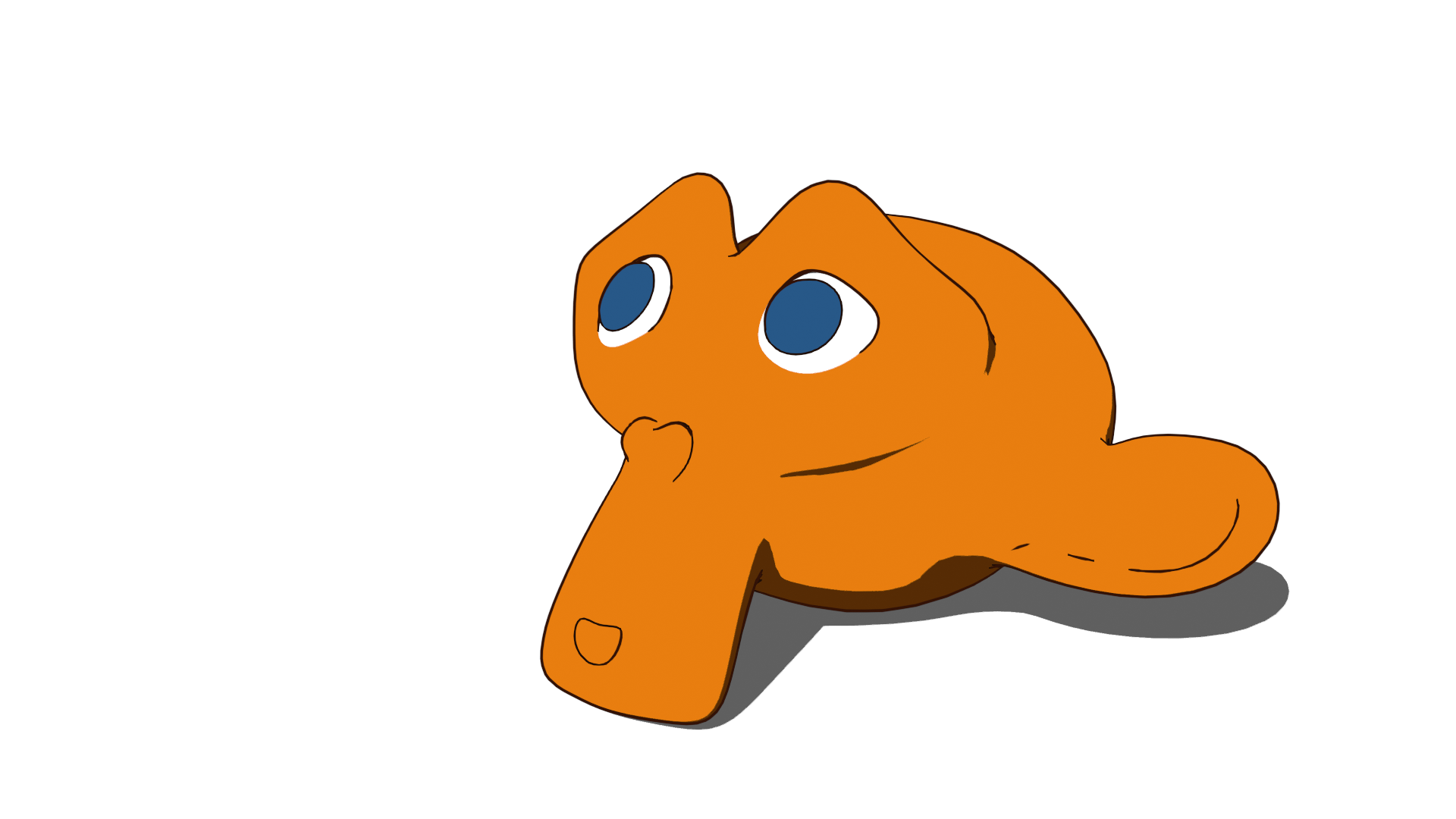
Suzanne renderitzat al Workbench, amb Freestyle, LineArt i amb il·luminació plana.

### Workbench
Workbench, originalment anomenat Blender Render, està optimitzat per a ser ràpid, útil per al testeig i per algunes tasques avançades de previsualització.

### Freestyle
Freestyle és un motor de render no foto-realista (NPR) adreçat a arestes i línies que fou afegit a Blender en la versió 2.67. Permet afegir una capa de línia basada en la geometria creada per damunt del renderitzat. D'aquesta manera s'obtenen resultats molt parametritzats del tipus cartoon o blueprint. És compatible amb Cycles i EEVEE, encara que els resultats poden ser lleugerament diferents. Es poden afegir diferents tipologies de línia segons si els resultats desitjats són més artístics o més tècnics.

## Postproducció i efectes visuals
Blender permet completar edicions bàsiques de vídeo i els efectes visuals (VFX) ofereixen un conjunt complet d'eines. Eliminant la necessitat de canviar entre programes.

### Video Sequence Editor
Blender ve amb el Video Sequence Editor integrat (també conegut com a Seqüenciador). Aquest editor de vídeo no lineal permet: organitzar clips de vídeo i àudio tallant, duplicant i movent seqüències de vídeo; afegir efectes com filtres, transicions o canviar la velocitat del tall de vídeo; corregir paràmetres de color, visualitzant i editant el rang dinàmic de la imatge; gràcies a les funcions Proxy Render i Frame Offset, Blender es converteix en un editor de vídeo potent que rarament es congela o es retarda.

### Watchtower
El 31 de febrer de 2022, Blender Studio va presentar un programari simple per a seguir l'estat de producció de pel·lícules i animacions. Watchtower es perfila com una eina per a treballar diferents parts d'un storyboard. D'una manera ràpida es pot saber: el progrés de cada presa, la posició dins de les seqüències, els tipus de tasques implicades i els artistes responsables.
L'aplicació fou desenvolupada durant la producció del curt Sprite Fright per Francesco Siddi i Inês Almeida, amb la col·laboració de Pablo Vazquez. Inicialment, era un complement de Blender, després va evolucionar cap a una aplicació web. Es troba sota llicència GPL i es pot descarregar de manera gratuïta.

### Compositing
Composició fa referència a allò que normalment s'anomena postproducció. Disposa d'un espai de treball propi que inclou el Compositor editor, on es poden aplicar diferents efectes visuals, com ara filtres, correccions de color o desenfocament de la imatge o d'un vídeo per fer-lo més creïble o atractiu. En el flux de treball de la computació gràfica tradicional la composició és una de les darreres fases de treball, posterior a la renderització i anterior a l'edició de so.

### Motion Tracking
Compta amb una càmera preparada de producció i seguiment d'objectes, que permet importar imatges en cru, fer un seguiment, emmascarar àrees i reconstruir els moviments de la càmera en directe al 3D Viewport.

## Formats
La funció bàsica d'un fitxer 3D és emmagatzemar la geometria del model, la textura de la superfície del model, els detalls de l'escena i l'animació del model. Blender és capaç d'importar i utilitzar fitxers creats en altres aplicacions, alhora que pot exportar fitxers en una àmplia varietat de formats. Tant pel que fa a objectes 3D, imatges o fitxers de vídeo.
El connector Images as Planes permet importar imatges 2D com a plans per a editar-les. Alternativament es poden importar imatges a l'Image Editor de l'espai de treball Texture Paint o directament al Video Sequence Editor.

### .Blend
El format (.blend) és el propi de Blender. A Blender 3.0 es va canviar del format de compressió gzip a Zstandard per als fitxers .blend, permetent que els projectes es carreguessin de manera molt més ràpida.
A través de l'ordre Append es poden importar objectes d'un altre fitxer .blend a l'actual.

### Altres[309][315]
| Tipus                  | Llicència                                | Format (extensió)                                | Importació | Exportació | Comentaris |
| ---------------------- | ---------------------------------------- | ------------------------------------------------ | ---------- | ---------- | --- |
| Fitxers 3D             | Boost Software                           | Alembic (.abc)                                   | Sí         | Sí         | Suport inicial a la versió 2.78, va rebre la capacitat de ser importat i exportat de manera satisfactòria des de la versió 2.79. |
| Fitxers 3D             | SCEA Shared Source License               | COLLADA (.dae)                                   | Sí         | Sí         | Tot i que es dona suport de manera nativa, per a COLLAborative Design Activity cal prendre cura en fer l'exportació si es vol mantenir el màxim de característiques del fitxer.                                                                |
| Fitxers 3D             |                                          | (.x)                                             |            |            | A Blender 2.79 es podia activar el connector io import x per a permetre la importació i l'exportació. |
| Fitxers 3D             | Attribution-NonCommercial-ShareAlike 3.0 | DXF (.dxf)                                       | Sí         |            | Drawing Exchange Format s'activa amb el connector Import AutoCAD DXF Format. La importació no és sempre efectiva, encara que es poden solucionar molts problemes.                                                                              |
| Fitxers 3D             | Format propietari                        | FBX (.fbx)                                       |            | Sí         | Blender mitjançant enginyeria inversa ha fet possible emprar Filmbox com a format intermediari per a accedir a 3ds max. |
| Fitxers 3D             | Lliure de regalies                       | gITF (.glb/.gltf)                                | Sí         | Sí         | GL Transmission Format rep suport des de la versió 2.8 a través del connector específic. |
| Fitxers 3D             | Inventor                                 |                                                  |            |            | |
| Fitxers 3D             | Programari de prova                      | LWO (.lightwave)                                 |            |            | Lightwave 3D disposa d'un connector. |
| Fitxers 3D             |                                          | BioVision Motion Capture (.bvh)                  | Sí         | Sí         | Existeix un connector per a Blender. |
| Fitxers 3D             |                                          | SVG (.svg)                                       | Sí         |            | Scalable Vector Graphics és un format 2D, però importat a Blender es pot editar com a 3D. Els objectes Grease Pencil i LineArt es poden exportar en format .svg.                                                                               |
| Fitxers 3D             |                                          | Stereolithography STL (.stl)                     | Sí         | Sí         | Per a imprimir en 3d amb el format Standard Triangle Language cal haver tancat tots els forats de la peça. |
| Fitxers 3D             |                                          | Stanford Polygon (.ply)                          | Sí         | Sí         | Stanford Triangle Format o Polygon File Format pot ser importat i exportat per a treballar amb els resultats d'un objecte escanejat en 3D. |
| Fitxers 3D             | Apache modificada                        | Universal Scene Description (.usd, .usdc, .usda) | Sí         | Sí         | Si bé existia suport amb limitacions des de la versió 2.82, Blender 3.0 en possibilità la importació i l'exportació. Nvidia col·laborà amb Blender per a assolir aquesta compatibilitat.                                                       |
| Fitxers 3D             |                                          | VRML, VRML97 (.wrl/.wrz)                         |            |            | Per a Virtual Reality Modeling Language, a Blender 2.79 es podia activar el connector VRML. |
| Fitxers 3D             |                                          | Wavefront (.obj)                                 | Sí         | Sí         | Creat per Wavefront a la dècada de 1980, és un format que molts programes poden obrir. Sovint emprat com a format intermediari entre 3ds max i Blender.                                                                                        |
| Fitxers 3D             |                                          | X3D, Extensible 3D (.x3d/.wrl)                   | Sí         | Sí         | Pot ser importat i exportat. |
| Fitxers de materials   |                                          | SBSAR                                            |            |            | Es necessita activar el connector Substance 3D i addicionalment el connector Mixamo Auto-Control Rig. |
| Fitxers de simulacions |                                          | Volumetric Dynamic B+trees (.vdb)                | Sí         |            | Emmagatzema informació de volums, pertany a la llibreria OpenVDB que fou desenvolupada per DreamWorks Animation, s'introduí la compatibilitat a la versió 2.83.                                                                                |
| Fitxers d'imatge       |                                          | BMP (.bmp)                                       | Sí         | Sí         | |
| Fitxers d'imatge       |                                          | Cineon & DPX (.cin/.dpx)                         | Sí         | Sí         | |
| Fitxers d'imatge       |                                          | Iris (.sgi/.rgb/.bw)                             | Sí         | Sí         | |
| Fitxers d'imatge       |                                          | JPEG (.jpg/.jpeg)                                | Sí         | Sí         | |
| Fitxers d'imatge       |                                          | JPEG 2000 (.jp2/.j2c)                            | Sí         | Sí         | |
| Fitxers d'imatge       | BSD3CLAUSE                               | OpenEXR (.exr)                                   | Sí         | Sí         | És un format que pot emmagatzemar molta informació, resultant arxius molt pesats. En importació es pot emprar per a carregar imatges que aporten informació de tipus vector displacement; en exportació es pot emprar per a renders detallats. |
| Fitxers d'imatge       |                                          | PDF                                              |            |            | Tant GIMP com Inkscape es poden emprar com programaris intermediaris per a importar imatges PDF. Els objectes Grease Pencil i LineArt es poden exportar en format PDF.                                                                         |
| Fitxers d'imatge       |                                          | PNG (.png)                                       | Sí         | Sí         | |
| Fitxers d'imatge       |                                          | Radiance HDR (.hdr)                              | Sí         | Sí         | |
| Fitxers d'imatge       |                                          | Targa, Truevision TGA (.tga)                     | Sí         | Sí         | |
| Fitxers d'imatge       |                                          | TIFF (.tif/.tiff)                                | Sí         | Sí         | |
|                        |                                          | WebP (.WebP)                                     |            |            | Suport des de la versió 3.2. |
| Fitxers de video       |                                          | AVI (.avi)                                       | Sí         | Sí         | |
| Fitxers de video       |                                          | DV (.dv)                                         | Sí         | Sí         | |
| Fitxers de video       |                                          | Flash (.SWF)                                     | Sí         | Sí         | |
| Fitxers de video       |                                          | H.264 (.H264)                                    | Sí         | Sí         | |
| Fitxers de video       |                                          | Matroska (.MKV)                                  | Sí         | Sí         | |
| Fitxers de video       |                                          | MPEG-1 (.mpeg1)                                  | Sí         | Sí         | |
| Fitxers de video       |                                          | MPEG-2 (.mpeg2)                                  | Sí         | Sí         | |
| Fitxers de video       |                                          | MPEG-4 (.mpeg4)                                  | Sí         | Sí         | |
| Fitxers de video       |                                          | MP4 (.mp4)                                       | Sí         |            | |
| Fitxers de video       |                                          | Ogg (.OGG)                                       | Sí         | Sí         | |
| Fitxers de video       |                                          | Quicktime (.mov)                                 | Sí         | Sí         | |
| Fitxers de so          |                                          | Advanced Audio Codec (.acc)                      | Sí         | Sí         | |
| Fitxers de so          |                                          | Audio Codec 3 (.ac3)                             | Sí         | Sí         | |
| Fitxers de so          |                                          | Free Lossless Audio Codec (.flac)                | Sí         | Sí         | |
| Fitxers de so          |                                          | MP2 (.mp2)                                       | Sí         | Sí         | |
| Fitxers de so          |                                          | MP3 (.mp3)                                       | Sí         | Sí         | |
| Fitxers de so          |                                          | Opus (.opus)                                     | Sí         | Sí         | |
| Fitxers de so          |                                          | Pulse Code Modulation (.pcm)                     | Sí         | Sí         | |
| Fitxers de so          |                                          | Vorbis (.ogg/.ogv/.oga/.ogx/.ogm/.spx)           | Sí         | Sí         | |